# Teleton (Brasil)
Teleton é uma maratona televisiva brasileira anualmente exibida pelo SBT em prol da Associação de Assistência à Criança Deficiente (AACD). A emissora cede, a cada ano, sempre por volta do final de outubro e início de novembro, cerca de 21 horas de sua programação. Todos os anos, durante a exibição do Teleton, o SBT tem uma programação especial totalmente voltada ao projeto, com reportagens especiais sobre o trabalho feito pela AACD, prestações de contas, artistas renomados e atrações musicais são apresentadas ao público diretamente dos estúdios do SBT no Complexo Anhanguera, ao vivo, para todo o Brasil. 
Um dos propósitos do Teleton é a união entre vários veículos de comunicação, dentre TV, rádio, revistas, internet etc. O termo que surgiu pra caracterizar isso foi a "Rede da Amizade", lançada na segunda edição da campanha. Praticamente todas as principais emissoras da TV aberta já cederam seus artistas para o evento.

## Edições

### Década de 1990

#### 1998
No Brasil, o primeiro Teleton ocorreu nos dias 16 e 17 de maio de 1998 nos estúdios do SBT, com o objetivo de levantar recursos para o tratamento e reabilitação de pacientes atendidos nas unidades da AACD. No entanto, sua história começou alguns anos antes, em 1982, quando por iniciativa do presidente da Associação de Assistência a Criança Deficiente (AACD) na época, Clóvis Scripilitti, os direitos de realização do Teleton no Brasil foram por ele adquiridos e doados à instituição. 15 anos depois, Hebe Camargo, colaboradora da instituição há anos, ficou sabendo do projeto e comunicou a Silvio Santos. Em outubro de 1997 foi feita uma reunião entre os dois e o presidente da AACD na época, Décio Goldfarb, e ficou decidido que o Teleton seria exibido em maio do ano seguinte, sendo transmitido pelo SBT.
O apresentador Silvio Santos, aparentemente nervoso, deu início ao primeiro Teleton às 21h do sábado 16. O tema musical foi a música Depende de Nós, cantada na voz da cantora Fafá de Belém. Além do cantor Daniel e da apresentadora Hebe Camargo, padrinhos do Teleton, estiveram presentes durante as 27 horas e meia de programa, alguns nomes da emissora da época e convidados. Entre as atrações musicais, estavam Agnaldo Timóteo, Angela Maria, Alcione, Araketu, Barão Vermelho, Beto Barbosa, Charlie Brown Jr., Chitãozinho e Xororó, Chico César, Daniel, Daniela Mercury, Deborah Blando, Grupo Molejo, Dominó, Fafá de Belém, Exaltasamba, Gabriel O Pensador, Karametade, Katinguelê, Latino, Zezé di Camargo & Luciano, Sandy e Júnior, Jerry Adriani, entre outros. Uma das atrações mais esperadas pelos telespectadores foi a de Roberto Carlos, que fez sua participação direto da cidade de Manaus. De lá também estiveram apoiando a campanha o humorista Renato Aragão e apresentadora Xuxa Meneghel. No Gol Show Especial, apresentado por Silvio Santos, a meta de R$9 milhões foi atingida, e a arrecadação final, publicada em agosto daquele ano, alcançou R$ 13.662.870,53. Participaram do quadro: Rogeria, Rosana Star, Andréia Ribeiro, Edna Velho, Ruth Romcy e Filomena. Todo o dinheiro foi investido na construção da unidade da AACD em Recife (PE), e na reestruturação e ampliação da unidade do bairro da Mooca, em São Paulo.

#### 1999
Na busca de repetir o mesmo sucesso do ano anterior e dar continuidade à construção de novos Centros de Reabilitação para atender a uma demanda crescente, a AACD promoveu nos dias 17 e 18 de setembro de 1999 o segundo Teleton. Desta vez, a maratona teve maior apoio da imprensa, sendo gerada a partir dos estúdios da TV Cultura. A emissora pública transmitiu as quase 27 horas de programa de maneira integral, o SBT transmitiu cerca de 20 horas da maratona, bem como a Rede TV! (no seu período de transição), a TVE Brasil e a TV Gazeta, a Band e a RecordTV transmitiram o Teleton durante a madrugada de sábado e a Rede 21 e a MTV transmitiram a última hora de programa. Sílvio Santos e Hebe Camargo foram novamente os apresentadores.
Entre as atrações musicais, estiveram presentes: Ana Carolina, Arnaldo Antunes, Art Popular, Capital Inicial, Crystian e Ralf, Daniel, Fábio Jr, Fafá de Belém, Família Lima, Jair Rodrigues, Latino, Lenine, Los Hermanos, Maurício Manieri, Grupo Molejo, Mulekada, Os Travessos, Pepê e Neném, Rick e Renner, Roberta Miranda, Sandra de Sá, Sérgio Reis, Só Pra Contrariar, Roupa Nova, Daniela Mercury, Vania Abreu, Zezé Di Camargo e Luciano, Bruno e Marrone, Dominguinhos, Tiririca, entre outros. A campanha é um sucesso e mais uma vez atinge a sua meta, encerrando a maratona com R$ 9.144.178, e chegando a pouco mais de R$ 10 milhões no final do ano. Com o dinheiro arrecadado, é construída a unidade da AACD em Porto Alegre-RS.

### Década de 2000

#### 2000

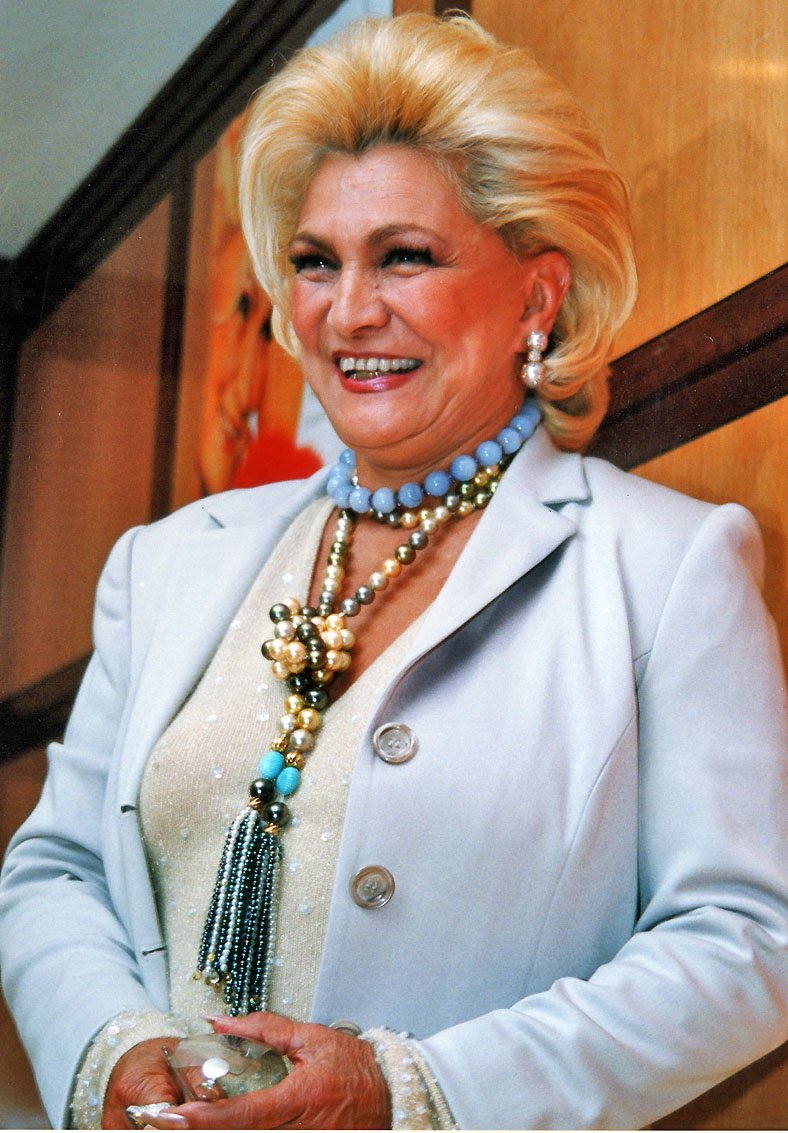
Hebe Camargo conheceu a causa da AACD e encorajou Silvio Santos a ceder parte da programação do SBT.

O terceiro Teleton foi ao ar a partir das 22h de 1 de setembro de 2000, diretamente da casa de espetáculos Via Funchal, em São Paulo, e ficou no ar por 27 horas. A campanha foi transmitida integralmente pelo SBT e pela TV Cultura, sendo a madrugada de sábado também transmitida pela Band e até num rápido flash pela Rede Globo. Outras emissoras como Rede TV!, MTV, TV Gazeta, RecordTV, SescTV, Rede Vida, Rede Gospel e Rede 21 transmitiram em flashes no sábado dia 2, entre manhã, tarde e noite (este até o fim da maratona). Sob o comando de Sílvio Santos, e tendo Hebe Camargo e o cantor Daniel como padrinhos da maratona, o Teleton arrecadou pouco mais de R$ 10 milhões. 
Nesse ano aconteceram inovações, como quadros novos na programação, além de um grande leilão na internet de objetos que foram doados. Entre os quadros, destacam-se o Faça tudo pelo Teleton, que foi gravado na Av. Pacaembu, em São Paulo, e contou com as presenças dos atores Raul Gazola e Luciana Vendramini. Outro quadro foi a Mini Paraolimpíada, com Alexandre Frota, Otávio Mesquita, Pepê e Neném. Toda a verba recolhida com as doações foi utilizada para a construção do Centro de Reabilitação de Uberlândia, em Minas Gerais.

#### 2001
A maratona, liderada por Silvio Santos, começou às 22h15 de sexta-feira, 26 de outubro, com a presença de Hebe Camargo e Daniel, padrinhos do Teleton. A apresentação musical de abertura, ficou por conta do cantora Fafá de Belém, que interpretou a música tema do programa, Depende de Nós. Na abertura do programa, foi apresentado o Show do Milhão Especial Celebridades. O apresentador Silvio Santos comandou o especial, com a participação de artistas de diversas emissoras como Gilberto Barros, Paulo Henrique Amorim, Eliana, Luciana Gimenez, Luciano do Valle, Sergio Mallandro, Silvia Poppovic, Flavio Prado, Netinho de Paula, Nelson Rubens, José Luiz Datena e Ione Borges. A Batalha dos Artistas foi uma das principais atrações do Teleton em 2001. Comandada por Celso Portiolli, Maria Cândida e Luís Ricardo, a divertida gincana entre homens e mulheres, reuniu famosos como Adriane Galisteu, Ratinho, Gilberto Barros, Marcos Mion, Matheus Carrieri, Sidney Magal, Vavá, Scheila Mello, Jacaré, Tiririca, entre outros.
No Show de Talentos, os artistas mostraram novos talentos, além daqueles que todos já conhecem. Marília Gabriela cantou "Emoções" e dançou de rosto colado com Silvio Santos. O ator Eri Johnson fez uma espécie de stand up onde imitou o cantor Roberto Carlos. O cantor Alexandre Pires imitou Alcione. Marília Pera e Leo Jaime sapatearam, enquanto o pugilista Popó cantou. Elba Ramalho tocou bateria e Alcione arriscou no trompete. Zezé Di Camargo tocou sanfona e arrasou o público. O Teleton ficou no ar 27 horas e arrecadou pouco mais de R$ 11 milhões. A verba foi utilizada na manutenção dos 5 Centros de Reabilitação já em funcionamento e na ampliação da unidade sede da AACD no bairro do Ibirapuera, em São Paulo.

#### 2002
Em 2002, o Teleton foi realizado entre os dias 8 e 9 de novembro, sendo transmitido pelo SBT. A maratona, liderada por Silvio Santos, começou com um musical da cantora Fafá de Belém. Logo após, o apresentador Silvio Santos comandou o Show do Milhão Especial com políticos. Participaram do game os políticos Marcelo Crivella, Eduardo Suplicy e Paulo Maluf. Aos jornalistas Lilian Witte Fibe, Hermano Henning e Márcia Peltier coube o papel dos "universitários".
Comandada pelo apresentador Celso Portiolli, a Batalha dos Artistas, mostrou uma disputa entre artistas em diversas modalidades. Participaram da disputa Adriane Galisteu, Analice Nicolau, André Gonçalves, Cynthia Benini, Luciana Gimenez, Sheila Mello, Scheila Carvalho, Suzana Alves, Joana Prado, José Luiz Datena, Ronald Golias, Daniella Cicarelli, Jorge Lafond, Otávio Mesquita, Helen Ganzarolli, Syang, Sabrina Parlatore, Ellen Roche, entre outros. Por mais um ano consecutivo, artistas participaram do Show de Talentos, e mostraram ao público novas performances. Entre os artistas que se apresentaram estavam Daniel, Sylvinha Araújo, Zezé Di Camargo, Silvia Poppovic, Eri Johnson, KLB, Ratinho, Dudu Nobre, Elba Ramalho e Jair Rodrigues. A meta de R$15 milhões foi superada com R$16 milhões arrecadados ao final da campanha.

#### 2003
A sexta edição do Teleton aconteceu nos dias 3 e 4 e outubro de 2003, sendo transmitido pelo SBT. A festa foi aberta na noite de sexta-feira, com o tradicional discurso de Silvio Santos, em seguida o programa contou com a abertura da apresentadora Hebe Camargo, madrinha do Teleton. A apresentação musical de abertura, ficou por conta da cantora Fafá de Belém, que interpretou o Hino Nacional. O Teleton 2003 contou com duas edições especiais do programa Curtindo uma Viagem comandado por Celso Portiolli. Na noite de sexta, o programa colocou frente a frente apresentadores do SBT e da Record. Representando o SBT, Carlos Alberto de Nóbrega e sua mulher, Andréa de Nóbrega, Ronald Golias, Moacyr Franco e Gorete Milagres, enfrentaram o time da Record, formado por Adriane Galisteu, Milton Neves, Otaviano Costa, Claudete Troiano e Fernanda Fernandes. Na manhã de sábado, o programa colocou frente a frente, as meninas do Rouge contra os meninos do KLB e o cantor Vavá.
O apresentador Silvio Santos trouxe o Show do Milhão Especial, com a presença do presidente da Petrobrás, José Eduardo Dutra, e convidados como Ziraldo, Deborah Colker, Daniele Hipólito, Cacá Bueno, Klever Kolberg, Teuda Bara, Carmen Luz, Meg Mourão, Rico de Souza, Guy Marcovaldi, Sergio Mamberti e Vovô Ilê Ayê. Silvio e a Hebe tiraram um verdadeiro "leite de pedra" nessa edição. Silvio entrou no palco pouco depois das 22h, com o placar apontando R$ 6 milhões, quando a meta era de R$ 15 milhões. Sílvio Santos decidiu terminar o programa a 1h do domingo 5 de outubro, quando as 27 horas de programa terminariam com um cômputo de R$13,5 milhões. Silvio se demonstrou indignado pela pouca cooperação que as outras emissoras tinham com a maratona, já que esse era o terceiro ano consecutivo que somente o SBT transmitia a campanha. A meta do Teleton 2003 foi alcançada dez dias depois da maratona, na noite do dia 13 de outubro. A emissora de Silvio Santos levou ao ar um programa 'Hebe Especial' com a presença de Ivete Sangalo, Fábio Junior, Padre Marcelo Rossi e Daniel.

#### 2004
A sétima edição do Teleton, foi realizada nos dias 19 e 20 de novembro de 2004, com o SBT transmitindo a maratona. A festa foi aberta às 22h30 de sexta-feira, com o tradicional discurso do apresentador Silvio Santos. O musical de abertura, ficou por conta da cantora Fafá de Belém, que interpretou a música-tema da campanha, "Depende de Nós". Além dos padrinhos Hebe Camargo e Daniel, e da embaixadora do Teleton, a cantora Ivete Sangalo, estiveram presentes alguns nomes como Thierry Figueira, Fafy Siqueira,  Suzana Werner, Ellen Roche, Mari Alexandre e Raul Gazolla. As doações empresariais foram coordenadas pela empresária e escritora Lucilia Diniz.
Em 2004, a tradicional Batalha dos Artistas, comandada por Celso Portiolli e Analice Nicolau, foi transmitida ao vivo, diretamente do parque aquático Wet'n Wild, em São Paulo. Neste quadro do programa aconteceram jogos, com provas inusitadas e humoradas.Os artistas se enfrentaram em provas como a Ponte Maluca, Túnel de Elástico e Futebol de Sabão, dentre outras atividades na piscina. Um das novidades deste ano, foi o lançamento da campanha Corrente do Bem, com o objetivo de promover a arrecadação de dinheiro para o Teleton através de cofrinhos em escolas e comércios de todo Brasil. A campanha foi fruto da atitude do garoto Felipe Ventura, que desde 1999, leva doações de familiares e amigos. No fim da maratona, o projeto arrecadou R$ 16.616.032, superando a meta de R$16 milhões. Os recursos foram aplicados na manutenção das unidades já existentes e na ampliação do Hospital Abreu Sodré, em São Paulo.

#### 2005
Realizado nos dias 28 e 29 de outubro, a campanha deste ano teve como objetivo a construção de uma nova unidade em Joinville, SC. A maratona começou a ser transmitida pelo SBT às 21h do dia 28 e se manteve por 27 horas e meia no ar, encerrando-se às 00h30 do dia 30. Cerca de 600 voluntários dessa mobilização iniciada com a apresentação de Silvio Santos seguida pela recém contratada, Ana Paula Padrão. A campanha tem uma nova música tema: “Amor”, composta por Thomas Roth e cantada por Fafá de Belém e Daniel, tornando-se o hino oficial do Teleton até 2009.
A mobilização dos artistas foi fundamental. Uma boate paulistana realizou uma noite especial com o tema anos 80 para arrecada fundos à campanha, Nanny People, repórter de Hebe Camargo, na época, foi responsável por inserções ao vivo do local. O Teleton contou ainda com uma partida de futebol entre famosos, como a participação de um time de atores da novela Os Ricos Também Choram. Os números musicais ficaram a cargo de Alexandre Pires, Daniel, Ivete Sangalo, Chitãozinho & Xororó, Wanessa Camargo, Fafá de Belém, Roberta Miranda, Rick e Renner, Edson & Hudson, Guilherme & Santiago, Jeito Moleque, Kelly Key, Preta Gil, Dudu Nobre, Luiza Possi, KLB, Maurício Manieri, Inimigos da HP, Banda Calypso, Gilmelândia, Agnaldo Timóteo, Frank Aguiar, entre outros.
Durante a maratona, foram exibidas edições especiais dos programas Roda a Roda e Family Feud. No Roda a Roda especial, Silvio recebeu como convidados, o locutor Lombardi (vestido de Zorro), a apresentadora Patrícia Salvador (que virava as letras) e seu eterno e fiel escudeiro, Roque. No lugar de Patrícia, para virar as letras, ficou o animador de auditório, Liminha. Emílio Surita, Sabrina Sato, Rodrigo Scarpa (Vesgo), Vinicius Vieira (Gluglu) e Wellington Muniz (Silvio Santos), integrantes do programa Pânico na TV, na época ainda exibido pela RedeTV!, participaram do Family Feud - Especial Teleton, numa disputa contra a família do cantor Daniel. Os humoristas saíram vencedores da competição e o valor do prêmio foi revertido para a AACD. A arrecadação final foi de R$16.150.890

#### 2006
A nona edição do Teleton aconteceu entre dias 10 e 11 de novembro de 2006, sendo transmitido pelo SBT. A festa foi aberta às 22h de sexta-feira, com a presença do padrinho e da madrinha do Teleton, o cantor Daniel e a apresentadora Hebe Camargo. A apresentação musical de abertura, ficou por conta do cantor Leandro Lopes, vencedor do programa Ídolos, que interpretou a canção tema do Teleton, Amor. O objetivo da campanha era diminuir a fila de espera por cirurgias de escoliose no Hospital Abreu Sodré, fazendo o Teleton 2006 um dos mais importantes e recordados até hoje.
Durante a maratona, o quadro Faço Tudo Pelo Teleton contou com a participação de várias celebridades incentivando o público a contribuir com a campanha. Entre os artistas que participaram do quadro estavam a apresentadora Helen Ganzarolli, a cantora Preta Gil e o cantor Jair Rodrigues. Outra ação ocorreu no Aquário Acqua Mundo no Guarujá com a presença de artistas como Lucas Poletto, Jackeline Petkovic, Patati Patatá, Syang, Cleiton e Hugo, Osnir (Ídolos), Giovanna (Ídolos) e Vanessa Oliveira (Ídolos). Eles se revezaram durante todo o dia 7 de outubro, com bilheteria inteiramente revertida para a AACD. Um jogo chamado Cidades em Ação, fez as cidades de Manaus, Goiânia e Belo Horizonte participarem de uma disputa ao vivo entre elas. O apresentador Silvio Santos, comandou o encerramento da maratona, que contou com a presença de Daniel, Hebe Camargo e Adriane Galisteu. No fim da noite, a meta foi atingida e a arrecadação alcançou R$ 16.163.493.

#### 2007 -Teleton 10 anos
A edição comemorativa de 10 anos do Teleton, aconteceu entre dias 19 e 20 de outubro de 2007, sendo transmitido pelo SBT. A festa foi aberta às 22h de sexta-feira com a presença dos padrinhos do Teleton, a apresentadora Hebe Camargo e o cantor Daniel. O musical de abertura, ficou por conta do cantora Claudia Leitte, que interpretou a canção tema do Teleton, Amor, escrita pelo músico e jurado do programa Ídolos do SBT, Thomas Roth. Os números musicais ficaram a cargo de Babado Novo, Wanessa, Natiruts, Patati Patatá, Perlla, Falamansa, Grupo Tradição, NX Zero, Sorriso Maroto, CPM 22, KLB, Martinho da Vila, Margareth Menezes, O Teatro Mágico, Supla, Double You, Ivete Sangalo, Bruno e Marrone, Guilherme e Santiago, Rick e Renner e César Menotti e Fabiano. O apresentador Silvio Santos, comandou o encerramento da maratona, que contou com a presença de Daniel, Hebe Camargo, Daniela Mercury e da jornalista Magdalena Bonfiglioli. No fim da noite, a meta foi atingida e a arrecadação alcançou R$ 17.111.159,00, utilizado na construção da unidade da AACD em São José do Rio Preto, São Paulo.

#### 2008
A décima-primeira edição do Teleton foi exibida nos dias 7 e 8 de novembro pelo SBT. A campanha teve como objetivo de diminuir as filas de espera por atendimento em todas as unidades da AACD. Com um formato renovado, instituído pelo diretor Michael Ukstin, o programa ganhou várias novidades, com o objetivo de renovar e valorizar a maratona. O Teleton contou com uma abertura inédita, no Auditório do Ibirapuera, onde foram transmitidas ao vivo, atrações musicais com artistas consagrados, como Paralamas do Sucesso, Paula Toller, Simone, Zélia Duncan e Dudu Nobre. A festa começou com a tradicional abertura de Silvio Santos dos estúdios do SBT, às 23h de sexta-feira, com o cantor Daniel e as apresentadoras Hebe Camargo, Adriane Galisteu e Ellen Jabour, apresentando o Bloco de Abertura diretamente do auditório.
Nesta ano, um dos diferenciais da maratona foi a programação divida em blocos temáticos. No sábado pela manhã, Ratinho e Helen Ganzarolli comandaram o Bloco Música de Raiz com atrações do sertanejo de raiz. Em seguida, o Bloco Infantil e Família contou com atrações voltadas ao público infantil, como a exibição dos programas Cocoricó e Show do DJ Cão com a participação de Tonzinho, mascote da AACD, ambos em parceria com a TV Cultura. No período da tarde, Gugu Liberato comandou o Especial Sertanejo Universitário trazendo os grandes sucessos do sertanejo da atualidade. O cantor Daniel comandou a festa na noite de sábado, dividindo o palco com grandes nomes da música. Durante a maratona, foram exibidos os quadros Tudo Pelo Teleton e Botando Banca, que contaram com a participação de várias celebridades incentivando o público a contribuir com a campanha. Entre os artistas que participaram dos quadros estavam a apresentadora Claudete Troiano e o repórter Bruno Chateaubriand. O Teleton 2008 ainda contou com edições especiais dos programas Super Nanny e Esquadrão da Moda.
Antes do Bloco de Encerramento, o Teleton parou por uma hora para exibir a novela Pantanal. As 23h de sábado, o apresentador Silvio Santos voltou ao palco ao lado de Hebe Camargo, e recebeu Martinho da Vila, Daniela Mercury e a dupla Victor e Léo, para o encerramento da maratona, que bateu mais um recorde de doações chegando a R$18.955.000.

#### 2009
A décima-segunda edição do Teleton foi exibida nos dias 23 e 24 de outubro, sendo transmitido pelo SBT. Com o tema "Eu me Movo", a campanha teve grande mobilização de divulgação da causa e dos Hospitais da AACD e começou cheio de surpresas e emoções na sexta-feira. O apresentador Silvio Santos abriu a maratona às 23h de sexta-feira, e depois passou o comando para a madrinha do Teleton, Hebe Camargo. A dama da televisão brasileira foi a responsável por anunciar as grandes atrações da noite: as cantoras Wanessa e Daniela Mercury, o cantor Martinho da Vila, o Padre Fábio de Melo, e as apresentadoras Adriane Galisteu e Luciana Gimenez.
Dentre as atrações musicais, estavam Jorge & Mateus, Fernando e Sorocaba, Guilherme & Santiago, Hugo & Tiago, Hugo Pena & Gabriel, João Bosco & Vinícius, Michel Teló, João Neto & Frederico, Roberta Miranda, Jeito Moleque, Agnaldo Timóteo, Maria Cecília & Rodolfo, Zé Henrique & Gabriel, Regis Danese, Roupa Nova, Banda Cine, Don & Juan, Banda Djavu, Chimarruts, Maurício Mattar, entre outros. Na reta final, o apresentador Silvio Santos retornou ao palco, ao lado de Hebe Camargo, e recebeu a cantora Claudia Leitte e a dupla Victor & Leo, para o encerramento da maratona. Durante o encerramento, o Prefeito de São Paulo, Gilberto Kassab, juntamente com o Governador do Estado José Serra, doaram dois terrenos para a construção de duas unidades no Extremo Norte e Extremo Sul da Capital, facilitando a chegada de pacientes. Em 2009, o Teleton teve a arrecadação de R$19.345.615, dinheiro esse que foi usado para a construção de uma unidade em Poços de Caldas, e de mais duas unidades na capital de São Paulo com a manutenção por conta do Governo Estadual.

### Década de 2010

#### 2010
A décima-terceira edição do Teleton foi exibida nos dias 5 e 6 de novembro, sendo transmitido pelo SBT. O Teleton começou às 23h de sexta-feira. O apresentador Silvio Santos abriu a maratona e depois passou o comando para a madrinha do Teleton, Hebe Camargo. A dama da televisão brasileira foi a responsável por anunciar a grande atração da noite: a cantora Claudia Leitte. Dentre as atrações musicais, estavam Aline Barros, Wanessa Camargo, Strike, Agnaldo Timóteo, Cesar Menotti e Fabiano, Jeito Moleque, Hugo Pena & Gabriel, Paula Fernandes, Regis Danese, Daniel, Marcos & Belutti, Victor & Leo, Fernando & Sorocaba, Michel Teló, João Neto & Frederico, entre outros. 
Na reta final, o apresentador, Silvio Santos retornou ao palco, ao lado de Hebe Camargo, e recebeu a dupla Bruno e Marrone e a cantora Ivete Sangalo, para o encerramento da maratona. Em 2010, o Teleton bateu mais um recorde de doações chegando a R$ 23.971.105, dinheiro esse que foi usado para a construção da AACD de Mogi das Cruzes/SP.

#### 2011
A décima-quarta edição do Teleton foi exibida nos dias 21 e 22 de outubro pelo SBT, pela  TV Cultura que voltou a transmitir a maratona depois de 4 anos, também transmitida pela TV Gazeta e pela Rede Brasil. A maratona também foi transmitida pela internet no site do SBT, no portal UOL e através do YouTube. O Teleton começou na noite de sexta-feira, com o tradicional discurso do apresentador Silvio Santos, em seguida, a apresentadora Eliana ficou responsável pelo comando da primeira noite da maratona, em virtude dos problemas de saúde de Hebe Camargo, madrinha do Teleton.
Os números musicais ficaram a cargo de Claudia Leitte, Chitãozinho e Xororó, Roberta Miranda, Caps Lock, Manu Gavassi, Strike, Fresno, Agnaldo Timóteo, Roberto Leal, Grupo Revelação, Turma do Pagode, Beto Barbosa, Daniel, Regis Danese, Restart, Os Hawaianos, Hugo e Tiago, Marcos e Belutti, Bruno e Marrone, Léo Magalhães, João Bosco e Vinícius, Padre Marcelo Rossi e César Menotti e Fabiano.
Na reta final, a apresentadora Hebe Camargo apareceu de surpresa no palco depois de muita expectativa sobre sua possível impossibilidade de participar do programa. Durante todo o programa a hashtag #VenhaHebe foi o assunto mais comentado no mundo na rede social Twitter. O comandante da emissora, Silvio Santos voltou ao palco, ao lado de Hebe Camargo, para o encerramento da maratona, que bateu mais um recorde de doações chegando a R$ 26.802.633

#### 2012 -Teleton 15 anos
A décima-quinta edição do Teleton aconteceu entre dias 9 e 10 de novembro de 2012, sendo transmitido integralmente pelo SBT. A TV Cultura transmitiu 21 horas e meia das 26 horas de programa. O Teleton também foi transmitido pela internet no site do SBT, no portal UOL e pelo YouTube, que disponibilizou o sinal aberto da maratona para os usuários. A festa foi aberta às 22h15 de sexta-feira, com o tradicional discurso do apresentador Silvio Santos. Neste ano Hebe Camargo foi homenageada durante toda a exibição da campanha. A apresentadora, que recebeu o título de madrinha do Teleton, faleceu no dia 29 de setembro de 2012, ás vésperas do início da maratona e foi homenageada por ser uma das responsáveis em trazer o projeto para o Brasil nas mãos da AACD. O elenco da novela Carrossel também esteve presente durante a maratona.
Os números musicais ficaram a cargo de Agnaldo Timóteo; Daniela Mercury; Banda Calypso; Aline Barros; Frank Aguiar; Sorriso Maroto; Alexandre Pires; Fernando e Sorocaba; João Bosco e Vinícius; Michel Teló; Munhoz e Mariano; Victor e Leo; Gaby Amarantos; Regis Danese; João Lucas e Marcelo; Chitãozinho e Xororó; Grupo Revelação; Thaeme e Thiago; Sambô, entre outros. Três gerações da família Abravanel se encontraram no palco para encerrar o Teleton 2012 em clima de muita alegria e comemoração. Sílvio Santos, sua filha, Patrícia Abravanel e Tiago Abravanel, neto do dono do SBT, dançaram e se divertiram no palco. Além de musicais estrelados por Tiago Abravanel, o encerramento do Teleton 2012, contou com a presença de parte do elenco da novela Carrossel, que apresentou músicas da trama.
Foi criada uma boneca comemorativa dos 15 anos da atração, com votação popular no site da emissora para a escolha do seu nome, que após 24 horas de votação foi chamada de Hebinha. O nome da boneca foi apresentado após a exibição da maratona que bateu mais um recorde de arrecadação, com R$30.146.600 destinados a manutenção de todas as unidades existentes.

#### 2013

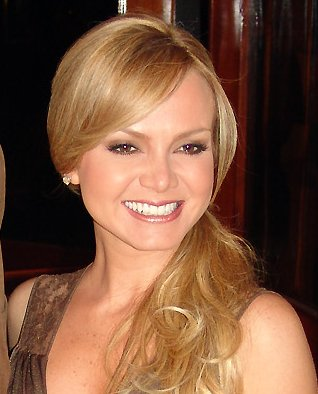
Em 2013, a apresentadora Eliana foi nomeada a nova madrinha do Teleton

A décima-sexta edição do Teleton aconteceu entre os dias 25 e 26 de outubro de 2013, sendo transmitido pelo SBT. O Teleton também foi transmitido pela internet no site do SBT, no portal da Jovem Pan, no portal UOL e pelo YouTube, que disponibilizou o sinal aberto da maratona para os usuários. A festa foi aberta às 22h30 de sexta-feira, com o tradicional discurso do apresentador Silvio Santos. A apresentação musical de abertura, ficou por conta da nova madrinha do Teleton, a apresentadora Eliana, que juntou-se ao elenco infantil da novela Chiquititas, cantando a música tema do programa "Depende de Nós". Artista cedida pela Rede Globo, a atriz Irene Ravache participou da abertura do Teleton, fazendo uma homenagem à apresentadora Hebe Camargo, que morreu em setembro de 2012, e era considerada a madrinha da campanha.O elenco da novela Chiquititas e da série Patrulha Salvadora, também esteve presente. Além de radialistas e apresentadores das afiliadas do SBT.
Os números musicais ficaram a cargo de Zezé Di Camargo e Luciano, Ana Paula Valadão, Banda Calypso, Agnaldo Timóteo, Patati e Patatá, Fly, Aline Barros, Pollo, Gabriel Valim, Bruninho & Davi, Michel Teló, Naldo Benny, Regis Danese, Daniel, João Bosco e Vinícius, Luan Santana, João Neto e Frederico, Sandy, Roberta Miranda e Wanessa Camargo. O apresentador Silvio Santos, comandou o encerramento da maratona, que contou com a presença de Patrícia Abravanel, Tiago Abravanel, Ivete Sangalo e outros convidados ao vivo no palco da atração. No fim da noite, a meta foi atingida e a arrecadação alcançou R$26.907.055.

#### 2014
A décima-sétima edição do Teleton aconteceu entre os dias 7 e 8 de novembro de 2014, sendo transmitido pelo SBT, TV Cultura, Fox Life, Nickelodeon e PlayTV. O Teleton também foi transmitido pela internet no site do SBT e pelo YouTube, que disponibilizou o sinal aberto da maratona para os usuários do país e do exterior. A festa foi aberta na noite de sexta-feira, com a presença do padrinho e da madrinha do Teleton, o cantor Daniel e a apresentadora Eliana. A apresentação musical de abertura, ficou por conta do padrinho do Teleton, o cantor Daniel, que juntou-se a Família Lima, a cantora Vanessa Jackson, ao Coral Soul Livre e ao cantor Max B.O para interpretarem, juntos, a canção tema da edição Happy Day. O elenco da novela Chiquititas e da série Patrulha Salvadora, também esteve presente.
Os números musicais ficaram a cargo de Chitãozinho & Xororó, Alcione, Ana Paula Valadão, Danny Pink, Patati e Patatá, Hugo e Tiago, Ivo Mozart, Munhoz e Mariano, Agnaldo Timóteo, Regis Danese, MC Gui, Ludmila Ferber, Banda Calypso, Fernanda Brum, Daniela Mercury, Victor e Leo, Ultraje a Rigor, Roberta Miranda, MC Guimê, Thalles Roberto e Aline Barros. O apresentador Silvio Santos, pela primeira vez, comandou somente o encerramento da maratona, que contou com a presença de Patrícia Abravanel, que fez sua primeira aparição na TV após o nascimento de seu filho, Tiago Abravanel, Daniel, Chiquititas, Larissa Manoela, Eliana, Ratinho, Celso Portiolli, Carlos Nascimento e outros convidados ao vivo no palco da atração. No fim da noite, a meta foi atingida e a arrecadação alcançou R$30.021.070,00.

#### 2015
A 18.ª edição do Teleton, aconteceu entre os dias 23 e 24 de outubro de 2015, sendo transmitido pelo SBT e pela TV Cultura. O Teleton também foi transmitido pela internet no site do SBT e pelo YouTube, que disponibilizou o sinal aberto da maratona para os usuários do país e do exterior. A festa foi aberta na noite de sexta-feira, 23 de outubro, com a presença do padrinho e da madrinha do Teleton, o cantor Daniel e a apresentadora Eliana. Com o tema Gratidão, o Teleton, maior plataforma de arrecadação de recursos da televisão brasileira, chegou à sua 18.ª edição com música-tema nova. A dupla sertaneja Victor e Leo compôs e doou especialmente ao programa a canção “Fazer o bem é bom”.
Os personagens Ludovico, Dorotéia e Osório do programa Quintal da Cultura, o Professor Policarpo do canal Zoomoo, o Ludi do canal do Ticolicos  e o elenco da novela Cúmplices de um Resgate, também estiveram presentes na maratona.
Os números musicais ficaram a cargo de Ivete Sangalo, Victor e Leo, Wanessa, Babado Novo, Patati e Patatá, Priscila Alcântara, Zé Felipe, Agnaldo Timóteo, Damares, MC Gui, Marcos e Belutti, Paula Fernandes, João Bosco e Vinícius, Aline Barros, Eduardo Costa, Leonardo, MC Guimê, Ultraje a Rigor, César Menotti e Fabiano, André Valadão, Ludmilla, Regis Danese, Roberta Miranda, Lucero e Larissa Manoela. O apresentador Silvio Santos, comandou o encerramento da maratona, que contou com a presença de Patrícia Abravanel, Tiago Abravanel, Silvia Abravanel e outros convidados ao vivo no palco da atração. Nessa edição, havia-se a preocupação de não conseguir atingir a meta, que era estipulada em R$26 milhões, por causa da grave crise econômica que o Brasil passava. Porém, a meta foi ultrapassada, e a arrecadação alcançou R$31.173.920.

#### 2016
A 19.ª edição do Teleton, aconteceu nos os dias 4 e 5 de novembro de 2016, sendo transmitido pelo SBT e pela TV Cultura. O Teleton também está sendo transmitido pela internet no site do SBT e pelo YouTube, que disponibilizou o sinal aberto da maratona para os usuários do país e do exterior. A festa foi aberta na noite de sexta-feira, 4 de novembro, com a presença do padrinho e da madrinha do Teleton, o cantor Daniel e a apresentadora Eliana. Com o tema Igualdade, o Teleton, maior plataforma de arrecadação de recursos da televisão brasileira, trabalhou o conceito “somos todos iguais, somos todos Teleton”, para ajudar a sensibilizar o público e atingir a meta de R$ 27 milhões.
Além de Eliana e Daniel, padrinhos do Teleton, estiveram no comando alguns nomes como Adriane Galisteu, Celso Portiolli, Ratinho, Raul Gil, Patrícia Abravanel, Carlos Alberto de Nóbrega, Danilo Gentili, César Filho, Luiz Bacci, André Vasco, Beto Marden, Chris Flores, Carlos Bertolazzi, Helen Ganzarolli, Lívia Andrade, Daniela Albuquerque, Mara Maravilha, Leão Lobo, Décio Piccinini, Mamma Bruschetta, Nadja Haddad, Otávio Mesquita, Dudu Camargo, Maísa Silva, Ana Júlia, Matheus Ueta, Silvia Abravanel, Tiago Abravanel, Marcelo Serrado, Fabiana Karla, Rosi Campos, Isabella Fiorentino, Arlindo Grund, Ticiana Villas Boas, Carol Fiorentino, Fabrizio Fasano Jr, Priscila Alcântara, Jean Paulo Campos, Liminha, Luis Ricardo, Carlinhos Aguiar, Flor, Adriana Couto, Aldo Quiroga, Analice Nicolau, Betty Monteiro, Gabi Monteiro, Bruno Vicari, Carolina Aguaidas, Cassio Cortes, Danielle Dahoui, Gerson Campos, Hermano Henning, Joseval Peixoto, Joyce Ribeiro, Karyn Bravo, Marcelo Torres, Patrícia Rocha, Rachel Sheherazade, Renata Sartório, Rhoque Malizia e Roberto Cabrini. Os personagens Ludovico, Dorotéia e Osório do Quintal da Cultura e o elenco das novelas Cúmplices de um Resgate e Carinha de Anjo também estiveram na maratona.
Os números musicais ficaram a cargo de Daniel, Larissa Manoela, João Guilherme, Anitta, Aline Barros, Padre Juarez de Castro, Babado Novo, Gustavo Mioto, Patati e Patatá, Turma da Mônica, MC Gui, Roberto Leal, Amado Batista, Zé Felipe, Agnaldo Timóteo, Thaeme & Thiago, João Bosco & Vinícius, Zé Neto & Cristiano, Maiara & Maraisa, Eduardo Costa, Jads & Jadson, Sorriso Maroto, André Valadão, Ultraje a Rigor, Regis Danese, Wanessa Camargo, Victor & Leo, Paula Fernandes e Lucero. O apresentador Silvio Santos, comandou o encerramento da maratona, que trouxe várias atrações e ainda contou com a presença Patrícia Abravanel e de Anitta que após fazer a abertura na noite de sexta, voltou ao palco da atração para o encerramento. Durante esta edição pelo ritmo das doações havia-se a preocupação de não conseguir atingir a meta, mas no final ficou com a soma final de R$27.129.041,00.

#### 2017 -Teleton 20 anos
A edição especial de 20 Anos do Teleton aconteceu nos dias 27 e 28 de outubro de 2017, sendo transmitido pelo SBT integralmente e pela TV Cultura em apenas 11 horas de maratona. A campanha teve uma meta de R$28 milhões, e estreou a experiência de tela dupla ao lançar o Teleton +, webshow que entrou uma hora e meia antes do Teleton na TV, e que teve o comando de Celso Portiolli, transmitindo conteúdo alternativo por 26 horas e meia no YouTube. Os personagens Ludovico, Dorotéia e Osório do programa Quintal da Cultura e os elencos das novelas Carinha de Anjo e As Aventuras de Poliana também estiveram presentes na maratona.
Entre as atrações musicais estavam Anitta, Sandy, Claudia Leitte, Daniel, Tiago Iorc, Padre Fábio de Melo, Ana Vilela, Paula Fernandes, Ultraje a Rigor, Valesca Popozuda, Patati e Patatá, Kell Smith, Wanessa Camargo, Gabriela Rocha, Eduardo Costa, Matheus & Kauan, João Bosco & Vinícius, Regis Danese, Felipe Araújo e Aline Barros. Depois de 12 anos, essa edição contou com uma edição especial do programa Roda a Roda, com a participação de Luciana Gimenez, Ratinho e Rodrigo Faro.
Nessa edição a meta foi atingida, arrecadando R$ 29.732.679. Foi a mais cedo a ser encerrada, terminando às 00:03 a pedido de Silvio Santos.

#### 2018
Com o lema “Extraordinário”, a vigésima primeira edição do Teleton aconteceu nos dias 9 e 10 de novembro, sendo transmitido ao vivo pelo SBT e pela TV Cultura. Pela primeira vez, desde 2013, o Teleton contou com a participação de artistas representantes de todas as grandes emissoras da TV aberta, sendo elas: TV Globo, Rede Record, TV Cultura, Rede TV, Band e TV Gazeta. Além de Eliana e Daniel, padrinhos do Teleton, estiveram no comando da maratona Celso Portiolli, Ratinho, Milton Neves, Luciana Gimenez, Ronnie Von, Patrícia Abravanel, Carlos Alberto de Nóbrega, Luís Ricardo, Renata Alves, Danilo Gentili, Tirullipa, Chris Flores, Carlos Bertolazzi, Helen Ganzarolli, Lívia Andrade, Maísa Silva, Larissa Manoela, Sophia Valverde, João Guilherme, Patati & Patatá, Silvia Abravanel, Priscila Alcântara, Yudi Tamashiro, Matheus Ueta, Mara Maravilha, Leão Lobo, Décio Piccinini, Mama Bruschetta, Léo Dias, Nadja Haddad, Nívea Maria, Henri Castelli, Tiago Abravanel, Otávio Mesquita, Raul Gil, Arlindo Grund, Isabella Fiorentino, Rebeca Abravanel, Marcão do Povo, Dudu Camargo, Liminha, Carlinhos Aguiar, Alexandre Porpetone, Flor, Marlei Cevada, Milene Pavorô, Carlos Nascimento, Roberto Cabrini, Cassius Zeilmann, João Fernandes, Joyce Ribeiro, Neila Medeiros, Mariana Kotscho, Roberta Manreza, Milena Machado, Debora Bergamasco, Carol Aguaidas, os personagens Ludovico, Dorotéia e Osório do Quintal da Cultura e o elenco da novela As Aventuras de Poliana.
Entre as atrações musicais estiveram presentes Ivete Sangalo, Claudia Leitte, Michel Teló, Naiara Azevedo, Ludmilla, Kevinho, MC Kekel, Jojo Todynho, Ferrugem, Eduardo Costa, Agnaldo Timóteo, Régis Danese, Thiago Carvalho, Léo & Raphael, Patati & Patatá, Bob Esponja e Patrulha Canina. A doação da Brasilcap de R$ 4,5 milhões foi a mais alta a ser recebida pela campanha desde 2014, superando a meta de R$ 30 milhões e fechando um cômputo de R$ 31.907.108 as 0:18 do domingo 11 de novembro, superando o recorde histórico de 2015, que era de R$ 31.173.395. Foi a primeira edição a apresentar um casamento ao vivo, e também foi a primeira a ter a participação de um presidente eleito, com a ligação de Jair Bolsonaro, recém eleito Presidente da República, durante o encerramento.
| Empresas     | Empresas            | Empresas   | Empresas                                               | Empresas                                               | Empresas                                               |
| Apoiadoras   | Apoiadoras          | Apoiadoras | Patrocinadoras                                         | Patrocinadoras                                         | Patrocinadoras                                         |
| ------------ | ------------------- | ---------- | ------------------------------------------------------ | ------------------------------------------------------ | ------------------------------------------------------ |
| Nome         | Ramo                | Valor      | Nome                                                   | Ramo                                                   | Valor                                                  |
| Atacadão     | Atacadista          | R$ 300.000 | Assaí                                                  | Atacadista                                             | R$ 1.672.000                                           |
| Cacau Show   | Chocolates          | R$ 500.000 | Bradesco                                               | Banco                                                  | R$ 1.000.000                                           |
| Caedu        | Modas               | R$ 631.000 | Brasilcap                                              | Capitalização                                          | R$ 4.500.000                                           |
| Divino Fogão | Restaurantes        | R$ 160.240 | Casas Bahia                                            | Móveis e Eletro                                        | R$ 1.250.000                                           |
| Emulzint     | Panificação         | R$ 120.000 | Pontofrio                                              | Móveis e Eletro                                        | R$ 1.250.000                                           |
| Fares        | Clínicas            | R$ 400.000 | RD Saúde                                               | Drogarias                                              | R$ 1.350.000                                           |
| Hiroshima    | Venda Direta        | R$ 176.500 | Hipercard                                              | Cartão de Crédito                                      | R$ 2.700.000                                           |
| Jeunesse     | Cosméticos          | R$ 500.000 | Nívea                                                  | Cosméticos                                             | R$ 1.250.000                                           |
| Klin         | Calçados            | R$ 300.000 | Riachuelo                                              | Moda                                                   | R$ 1.400.000                                           |
| Metallink    | Produtos Cirúrgicos | R$ 100.000 | Votorantim                                             | Conglomerado                                           | R$ 1.000.000                                           |
| Motorola     | Telefonia           | R$ 100.000 | TOTAIS                                                 | TOTAIS                                                 | TOTAIS                                                 |
| NET          | Telefonia           | R$ 100.000 | Apoiadoras - 20 empresas                               | Apoiadoras - 20 empresas                               | R$ 4.913.740                                           |
| PicPay       | Pagamentos          | R$ 100.000 | Patrocinadoras - 10 empresas                           | Patrocinadoras - 10 empresas                           | R$ 16.122.000                                          |
| Piraquê      | Biscoitos           | R$ 116.000 | Total - 30 empresas                                    | Total - 30 empresas                                    | R$ 21.035.740                                          |
| Sodexo       | Serviços            | R$ 110.000 | Doações do público: R$ 10.871.368 Total: R$ 31.907.108 | Doações do público: R$ 10.871.368 Total: R$ 31.907.108 | Doações do público: R$ 10.871.368 Total: R$ 31.907.108 |
| Sodiê        | Doces               | R$ 220.000 | Doações do público: R$ 10.871.368 Total: R$ 31.907.108 | Doações do público: R$ 10.871.368 Total: R$ 31.907.108 | Doações do público: R$ 10.871.368 Total: R$ 31.907.108 |
| Tokio Marine | Seguros             | R$ 300.000 | Doações do público: R$ 10.871.368 Total: R$ 31.907.108 | Doações do público: R$ 10.871.368 Total: R$ 31.907.108 | Doações do público: R$ 10.871.368 Total: R$ 31.907.108 |
| Uninassau    | Universidade        | R$ 400.000 | Doações do público: R$ 10.871.368 Total: R$ 31.907.108 | Doações do público: R$ 10.871.368 Total: R$ 31.907.108 | Doações do público: R$ 10.871.368 Total: R$ 31.907.108 |
| Vult         | Cosméticos          | R$ 250.000 | Doações do público: R$ 10.871.368 Total: R$ 31.907.108 | Doações do público: R$ 10.871.368 Total: R$ 31.907.108 | Doações do público: R$ 10.871.368 Total: R$ 31.907.108 |
| Xeryus       | Mochilas            | R$ 30.000  | Doações do público: R$ 10.871.368 Total: R$ 31.907.108 | Doações do público: R$ 10.871.368 Total: R$ 31.907.108 | Doações do público: R$ 10.871.368 Total: R$ 31.907.108 |

#### 2019
A 22ª edição do Teleton que trouxe como lema Preciso de Você teve início às 22:30 do dia 25 de outubro e teve seu fim à 0:19 do domingo 27, totalizando 25 horas e 49 minutos de campanha. Foi lançada no Programa da Maísa de 31 de agosto, dia em que foi aberto o sistema de doações via internet. As doações pelas linhas 0500 puderam ser feitas de 29 de setembro a 28 de outubro.. A campanha, ao contrário dos últimos anos, não teve a retransmissão da TV Cultura, sendo exibido exclusivamente pelo SBT. Norma Mantovani assumiu a direção geral do programa, depois de Michael Ukstin estar dirigindo a maratona desde 2008.
As emissoras Rede Globo, RecordTV, Band, RedeTV! e TV Cultura cederam seus artistas para participarem do show, além da presença de jornalistas de filiais e afiliadas do SBT pelo Brasil. Além de Eliana e Daniel como padrinhos do Teleton na TV e Maisa Silva e Celso Portiolli como padrinhos do Teleton +, participaram dessa edição como apresentadores: Silvia Abravanel, Isabella Fiorentino, Carol Aguaidas, Laura Patron, Raul Gil, Otaviano Costa, Mara Maravilha, Rebeca Abravanel, Patrícia Abravanel, Danilo Gentili, Ratinho e seu elenco, Lívia Andrade, Carlos Alberto de Nóbrega, Marlei Cevada, Tiago Abravanel, Gominho, Gretchen, João Guilherme, Marcão do Povo, Dudu Camargo, Luís Ricardo, Rachel Sheherazade, Carlos Nascimento, Marco Tulio, Samuka, Larissa Manoela, Agnes Nunes, Fabiano Cambota, Camila Queiroz, Klebber Toledo, Adriane Galisteu, Neila Medeiros, Rafael Cortez, Lorelay Fox, José Luiz Datena, Roberto Cabrini, Sabrina Sato (que deu um selinho em Eliana ao chegarem a R$ 15 milhões, homenageando Hebe Camargo), Luciana Gimenez, Karyn Bravo, Mariana Kotscho, Roberta Manreza e o elenco do Quintal da Cultura.
No núcleo musical, estiveram presentes: Ludmilla, Lexa, Paula Fernandes, Gustavo Mioto, Ivete Sangalo, Vitor Kley, Regis Danese, Péricles, Wanessa Camargo, Aline Barros e maestro João Carlos Martins (que voltou a tocar piano após ter se aposentado do instrumento). Também participaram os bonecos do Bob Esponja e do Patrick, da Patrulha Canina e das Tartarugas Ninja, todos do canal Nickelodeon.
Pela primeira vez na história do Teleton, não houve a apresentação de Silvio Santos no encerramento, por ter contraído uma forte gripe na véspera do evento e tido a voz debilitada, sendo substituído às pressas por suas filhas Rebeca, Silvia e Patrícia Abravanel, além da cantora gospel Aline Barros, o leiloeiro e apresentador Mauro Zukerman e a autora de novelas Íris Abravanel, esposa de Silvio Santos. A edição foi considerada uma das mais difíceis em função das baixas doações durante o dia, coisa que se confirmou  com a queda em 17,3% das doações do público em relação ao ano anterior, e também foi sentida pelos telespectadores devido a ausência de Silvio Santos. A doação da Brasilcap por R$ 4,5 milhões foi a decisiva para a meta ser batida por volta das 0h15, superando a meta e o recorde do ano anterior. O cômputo fechou minutos depois do fim da transmissão na TV e homologado pela AACD às 0:25 do domingo 27 de outubro: R$ 32.450.054
| Empresas     | Empresas            | Empresas   | Empresas                                              | Empresas                                              | Empresas                                              |
| Apoiadoras   | Apoiadoras          | Apoiadoras | Patrocinadoras                                        | Patrocinadoras                                        | Patrocinadoras                                        |
| ------------ | ------------------- | ---------- | ----------------------------------------------------- | ----------------------------------------------------- | ----------------------------------------------------- |
| Nome         | Ramo                | Valor      | Nome                                                  | Ramo                                                  | Valor                                                 |
| Americana    | Drogarias           | R$ 250.000 | Assaí                                                 | Atacadista                                            | R$ 1.822.700                                          |
| Poupe Já     | Drogarias           | R$ 250.000 | Brasilcap                                             | Capitalização                                         | R$ 4.500.000                                          |
| Atacadão     | Atacadista          | R$ 500.000 | Bradesco                                              | Banco                                                 | R$ 1.000.000                                          |
| Brooksfield  | Lojas de Moda       | R$ 100.000 | RD Saúde                                              | Drogarias                                             | R$ 2.700.000                                          |
| Caedu        | Lojas de Moda       | R$ 650.000 | Havan                                                 | Lojas de Departamento                                 | R$ 1.500.000                                          |
| Claro        | Telecomunicações    | R$ 319.165 | Hipercard                                             | Cartão de Crédito                                     | R$ 2.200.000                                          |
| Diniz        | Óticas              | R$ 200.000 | PicPay                                                | Pagamentos                                            | R$ 1.500.000                                          |
| Divino Fogão | Restaurantes        | R$ 161.239 | Riachuelo                                             | Lojas de Moda                                         | R$ 2.300.000                                          |
| Emulzint     | Panificação         | R$ 150.000 | Votorantim                                            | Conglomerado                                          | R$ 1.000.000                                          |
| Eudora       | Cosméticos          | R$ 300.000 | TOTAIS                                                | TOTAIS                                                | TOTAIS                                                |
| Falkol       | Games               | R$ 50.300  | Apoiadoras - 24 empresas                              | Apoiadoras - 24 empresas                              | R$ 4.940.704                                          |
| Faveni       | Educação            | R$ 120.000 | Patrocinadoras - 9 empresas                           | Patrocinadoras - 9 empresas                           | R$ 18.522.700                                         |
| Hiroshima    | Venda Direta        | R$ 230.000 | Total Geral - 33 empresas                             | Total Geral - 33 empresas                             | R$ 23.463.404                                         |
| Klin         | Calçados            | R$ 300.000 | Doações do público: R$ 8.986.650 Total: R$ 32.450.054 | Doações do público: R$ 8.986.650 Total: R$ 32.450.054 | Doações do público: R$ 8.986.650 Total: R$ 32.450.054 |
| Leroy Merlin | Lojas de Construção | R$ 100.000 | Doações do público: R$ 8.986.650 Total: R$ 32.450.054 | Doações do público: R$ 8.986.650 Total: R$ 32.450.054 | Doações do público: R$ 8.986.650 Total: R$ 32.450.054 |
| MOL          | Editora             | R$ 250.000 | Doações do público: R$ 8.986.650 Total: R$ 32.450.054 | Doações do público: R$ 8.986.650 Total: R$ 32.450.054 | Doações do público: R$ 8.986.650 Total: R$ 32.450.054 |
| Ri Happy     | Lojas de Brinquedos | R$ 250.000 | Doações do público: R$ 8.986.650 Total: R$ 32.450.054 | Doações do público: R$ 8.986.650 Total: R$ 32.450.054 | Doações do público: R$ 8.986.650 Total: R$ 32.450.054 |
| Motorola     | Telecomunicações    | R$ 100.000 | Doações do público: R$ 8.986.650 Total: R$ 32.450.054 | Doações do público: R$ 8.986.650 Total: R$ 32.450.054 | Doações do público: R$ 8.986.650 Total: R$ 32.450.054 |
| Panasonic    | Eletrônicos         | R$ 100.000 | Doações do público: R$ 8.986.650 Total: R$ 32.450.054 | Doações do público: R$ 8.986.650 Total: R$ 32.450.054 | Doações do público: R$ 8.986.650 Total: R$ 32.450.054 |
| Sanrio       | Licenciamento       | R$ 100.000 | Doações do público: R$ 8.986.650 Total: R$ 32.450.054 | Doações do público: R$ 8.986.650 Total: R$ 32.450.054 | Doações do público: R$ 8.986.650 Total: R$ 32.450.054 |
| Sodiê        | Lojas de Doces      | R$ 250.000 | Doações do público: R$ 8.986.650 Total: R$ 32.450.054 | Doações do público: R$ 8.986.650 Total: R$ 32.450.054 | Doações do público: R$ 8.986.650 Total: R$ 32.450.054 |
| Tampico      | Bebidas             | R$ 110.000 | Doações do público: R$ 8.986.650 Total: R$ 32.450.054 | Doações do público: R$ 8.986.650 Total: R$ 32.450.054 | Doações do público: R$ 8.986.650 Total: R$ 32.450.054 |
| Tokio Marine | Seguros             | R$ 300.000 | Doações do público: R$ 8.986.650 Total: R$ 32.450.054 | Doações do público: R$ 8.986.650 Total: R$ 32.450.054 | Doações do público: R$ 8.986.650 Total: R$ 32.450.054 |
| Vult         | Cosméticos          | R$ 300.000 | Doações do público: R$ 8.986.650 Total: R$ 32.450.054 | Doações do público: R$ 8.986.650 Total: R$ 32.450.054 | Doações do público: R$ 8.986.650 Total: R$ 32.450.054 |

### Década de 2020

#### 2020
A edição 2020 da campanha foi no dia 7 de novembro, com o lema Sem você, não existe AACD. O SBT e a AACD decidiram, no final de agosto, que a maratona sofreria grandes mudanças em função da pandemia de COVID-19, que também afetou os atendimentos nas unidades da AACD. Pela primeira vez, não se realizou a maratona na duração normal de 26 horas, como era desde 1998, sendo reduzida para 10 horas, além de ser realizada em um único dia com o objetivo de trazer maior engajamento com menor equipe de produção. Além da maratona pela TV, foram produzidas mais de 120 horas de transmissões ao vivo de games na internet, com participação de vários influenciadores, para arrecadar fundos durante a semana prévia ao evento, além de conteúdo pararelo durante o sábado 7, incluindo uma maratona especial de seis horas, que teve transmissão pelo canal 500 da Claro TV e redes sociais do Teleton, se estendendo até a 1:20 da manhã do domingo 8.
Em função da recessão causada pela pandemia, não houve meta estipulada. Ao final do programa no SBT, às 20:30 do sábado, a arrecadação chegou a R$ 26.742.225, e a cifra final foi entregue no encerramento da maratona especial à 1:14 do domingo: R$ 28.051.450, sendo apenas R$ 5,95 milhões oriundos de doações do público. A maratona também foi marcada, pela primeira vez em 20 anos, por interrupção na programação para o horário político das eleições municipais, que por conta da pandemia, tiveram seu primeiro turno adiado de 4 de outubro para 15 de novembro, uma semana depois da maratona, além de uma outra interrupção às 14:15 do sábado para o anúncio da vitória de Joe Biden nas eleições americanas.
Participaram desta edição: Eliana, Celso Portiolli, Maisa Silva, Ratinho, Patrícia Abravanel, Tiago Abravanel, Silvia Abravanel, Luís Ricardo, Danilo Gentili, Otávio Mesquita, Flor, Gabriel Cartolano, Ana Paula Renault, Sophia Valverde, Nadja Haddad, Olivier Anquier, Beca Milano, Chris Flores, Carlos Bertolazzi, Lívia Andrade, Mara Maravilha, Helen Ganzarolli, Ticiana Villas Boas, Marcão do Povo, Téo José, Darlisson Dutra, Márcia Dantas, Tiago Barnabé, Marlei Cevada, Zé Américo, Patati e Patatá, Milene Pavorô, Murilo Couto, Juliana Oliveira, Raul Gil, Christina Rocha, Carlos Nascimento, Carlos Alberto de Nóbrega, Arlindo Grund, Marcos Mion, Sabrina Sato, Rodrigo Faro, César Filho, Tony Ramos, Lília Cabral, Adriane Galisteu, Tirulipa, Quintal da Cultura, Jakson Follmann e Guga Kuerten.
Entre os núcleos musicais, participaram: Daniel, Ivete Sangalo, Aline Barros, Chitãozinho & Xororó, Maiara & Maraisa, Marília Mendonça, Sorriso Maroto, Vitor Kley, Alcione, Dilsinho, Joelma, André Valadão, Felipe Araújo, Gustavo Mioto, Paula Fernandes, Jota Quest, Maneva, Júlia & Rafaela, Léo Chaves, Matogrosso & Mathias, Wanessa Camargo, 3 Palavrinhas e Padre Juarez de Castro. As emissoras TV Gazeta, Rede Bandeirantes e RedeTV! não cederam seus artistas nessa edição. Silvio Santos também não participou pela segunda vez em 22 anos do evento, em razão de pertencer ao grupo de risco da COVID-19 e também por não concordar em participar por meios remotos. 
| Empresas     | Empresas            | Empresas   | Empresas                                              | Empresas                                              | Empresas                                              |
| Apoiadores   | Apoiadores          | Apoiadores | Patrocinadores                                        | Patrocinadores                                        | Patrocinadores                                        |
| ------------ | ------------------- | ---------- | ----------------------------------------------------- | ----------------------------------------------------- | ----------------------------------------------------- |
| Nome         | Ramo                | Valor      | Nome                                                  | Ramo                                                  | Valor                                                 |
| Atacadão     | Atacadista          | R$ 500.000 | Assaí                                                 | Atacadista                                            | R$ 2.000.000                                          |
| Avenida      | Lojas de Moda       | R$ 150.000 | Brasilcap                                             | Capitalização                                         | R$ 5.000.000                                          |
| Babysec      | Fraldas             | R$ 300.000 | RD Saúde                                              | Drogarias                                             | R$ 3.500.000                                          |
| Bradesco     | Banco               | R$ 500.000 | Hipercard                                             | Cartão de Crédito                                     | R$ 1.850.000                                          |
| Caedu        | Lojas de Moda       | R$ 650.000 | Me Poupe!                                             | Assessoria Financeira                                 | R$ 1.000.000                                          |
| Camil        | Alimentos           | R$ 200.000 | Riachuelo                                             | Lojas de Moda                                         | R$ 2.000.000                                          |
| Carrefour    | Supermercados       | R$ 200.000 | Votorantim                                            | Conglomerado                                          | R$ 1.000.000                                          |
| Claro        | Telecomunicações    | R$ 200.000 | TOTAIS                                                | TOTAIS                                                | TOTAIS                                                |
| Diniz        | Óticas              | R$ 100.000 | Apoiadores - 18 empresas                              | Apoiadores - 18 empresas                              | R$ 5.750.000                                          |
| Eudora       | Cosméticos          | R$ 340.000 | Patrocinadores - 7 empresas                           | Patrocinadores - 7 empresas                           | R$ 16.350.000                                         |
| Klin         | Calçados            | R$ 150.000 | Total Geral - 25 empresas                             | Total Geral - 25 empresas                             | R$ 22.100.000                                         |
| Leroy Merlin | Lojas de Construção | R$ 300.000 | Doações do público: R$ 5.951.450 Total: R$ 28.051.450 | Doações do público: R$ 5.951.450 Total: R$ 28.051.450 | Doações do público: R$ 5.951.450 Total: R$ 28.051.450 |
| Mondelēz     | Alimentos           | R$ 300.000 | Doações do público: R$ 5.951.450 Total: R$ 28.051.450 | Doações do público: R$ 5.951.450 Total: R$ 28.051.450 | Doações do público: R$ 5.951.450 Total: R$ 28.051.450 |
| Sodiê        | Lojas de Doces      | R$ 300.000 | Doações do público: R$ 5.951.450 Total: R$ 28.051.450 | Doações do público: R$ 5.951.450 Total: R$ 28.051.450 | Doações do público: R$ 5.951.450 Total: R$ 28.051.450 |
| Surf         | Telecom e Fintech   | R$ 60.000  | Doações do público: R$ 5.951.450 Total: R$ 28.051.450 | Doações do público: R$ 5.951.450 Total: R$ 28.051.450 | Doações do público: R$ 5.951.450 Total: R$ 28.051.450 |
| Tokio Marine | Seguros             | R$ 300.000 | Doações do público: R$ 5.951.450 Total: R$ 28.051.450 | Doações do público: R$ 5.951.450 Total: R$ 28.051.450 | Doações do público: R$ 5.951.450 Total: R$ 28.051.450 |
| Uninassau    | Universidade        | R$ 500.000 | Doações do público: R$ 5.951.450 Total: R$ 28.051.450 | Doações do público: R$ 5.951.450 Total: R$ 28.051.450 | Doações do público: R$ 5.951.450 Total: R$ 28.051.450 |
| Vult         | Cosméticos          | R$ 500.000 | Doações do público: R$ 5.951.450 Total: R$ 28.051.450 | Doações do público: R$ 5.951.450 Total: R$ 28.051.450 | Doações do público: R$ 5.951.450 Total: R$ 28.051.450 |

#### 2021
A 24ª edição da campanha aconteceu nos dias 22 e 23 de outubro, com o lema Movimento é Inclusão, e teve um esquema diferente, com dois programas que somaram quase 13 horas de maratona na TV. O primeiro se iniciou após o Show do Milhão PicPay, às 23h30 de sexta-feira e encerrando a 1h50 da manhã da madrugada do sábado, e o segundo começou às 14h15 do sábado, terminando a 0h40 do domingo, com flashes ao vivo entre os dois. A pré-campanha iniciou no dia 1º de setembro, com o lançamento do comercial da campanha e a abertura do sistema de doações via internet e Pix, este último estreando como forma de doação.
O programa focou no empoderamento da pessoa com deficiência física aliada ao apoio aos serviços de reabilitação e inclusão da AACD. A meta traçada foi de R$ 30 milhões, e apesar da situação financeira e social enfrentada pelo país, foi o próprio público que fez o marcador chegar a meta, coisa que só havia acontecido na edição de 2004 da campanha, e na edição de 2003, num programa posterior. A arrecadação final de R$ 30.001.360 servirá para manutenção dos atendimentos nos sete centros de reabilitação da instituição, no Hospital Abreu Sodré, na Lar Escola São Francisco, e a manutenção do programa de cooperação técnica da AACD com quatro centros de reabilitação em Jequié (BA), Poços de Caldas (MG), Salvador (BA) e São José do Rio Preto (SP), que pertencem a outras instituições. As doações de pessoas físicas cresceram 44% em relação ao Teleton anterior, apesar de continuar abaixo dos níveis de doação da última campanha realizada antes da pandemia, em 2019.
Estiveram nesta edição: Eliana, Daniel, Maisa, Celso Portiolli, Patrícia Abravanel, Silvia Abravanel, Tiago Abravanel, Benjamin Beck, Chris Flores, Danilo Gentili, Dony de Nuccio, Gabriel Cartolano, Helen Ganzarolli, Igor Jansen, Luís Ricardo, Márcia Dantas, Nadja Haddad, Ratinho, Sergio Marone, Sophia Valverde, Yudi Tamashiro, Juliana Oliveira, Pequena Lo, Paola Antonini, Jakson Follmann e Fernando Fernandes. 
Das emissoras convidadas, a RecordTV liberou as artistas Ana Hickmann, Sabrina Sato e Thaís Pacholek, que estiveram no palco, e o Rodrigo Faro, que gravou um vídeo. Da TV Globo esteve presente a cantora Ivete Sangalo, que foi atração musical na noite de abertura participando de sua casa, por não poder ter ido presencialmente. Da TV Gazeta esteve presente o jornalista Leão Lobo, que gravou um vídeo. Da TV Cultura nenhum artista esteve presencialmente, mas os integrantes do Quintal da Cultura e os artistas Marcelo Tas, Karyn Bravo e Joyce Ribeiro gravaram vídeos para a campanha. A jornalista Sônia Abrão, da RedeTV, esteve presente no palco na tarde de sábado. A Rede Bandeirantes não liberou artistas para essa edição.
Dentre as apresentações musicais estiveram presentes Pabllo Vittar, Joelma, Felipe Araújo, Lexa, Dilsinho, Tierry, Gustavo Mioto, Patati Patatá, Gabby Martins, Dennis DJ e as duplas Marcos & Belutti, Diego & Victor Hugo, Maiara & Maraisa e Simone & Simaria. Pelo terceiro ano consecutivo, Silvio Santos não participou do Teleton. A edição também não contou com a participação de Carlos Alberto de Nóbrega, que precisou tratar uma arritmia cardíaca.
| Empresas     | Empresas         | Empresas   | Empresas                                               | Empresas                                               | Empresas                                               |
| Apoiadores   | Apoiadores       | Apoiadores | Patrocinadores                                         | Patrocinadores                                         | Patrocinadores                                         |
| ------------ | ---------------- | ---------- | ------------------------------------------------------ | ------------------------------------------------------ | ------------------------------------------------------ |
| Nome         | Ramo             | Valor      | Nome                                                   | Ramo                                                   | Valor                                                  |
| Americana    | Drogarias        | R$ 100.000 | Assaí                                                  | Atacadista                                             | R$ 2.250.000                                           |
| Poupe Já     | Drogarias        | R$ 100.000 | Atacadão                                               | Atacadista                                             | R$ 1.250.000                                           |
| Avenida      | Lojas de Moda    | R$ 330.000 | Bradesco                                               | Banco                                                  | R$ 1.000.000                                           |
| Caedu        | Lojas de Moda    | R$ 700.000 | Brasilcap                                              | Capitalização                                          | R$ 5.000.000                                           |
| Camil        | Alimentos        | R$ 150.000 | RD Saúde                                               | Drogarias                                              | R$ 3.800.000                                           |
| Carrefour    | Supermercados    | R$ 400.000 | RD Saúde                                               | Drogarias                                              | R$ 3.800.000                                           |
| Claro        | Telecomunicações | R$ 200.000 | EkkoGroup                                              | Imóveis                                                | R$ 1.000.000                                           |
| Diniz        | Óticas           | R$ 100.000 | Hipercard                                              | Cartão de Crédito                                      | R$ 1.560.000                                           |
| Eudora       | Cosméticos       | R$ 400.000 | Riachuelo                                              | Lojas de Moda                                          | R$ 1.800.000                                           |
| Faveni       | Educação         | R$ 100.000 | TOTAIS                                                 | TOTAIS                                                 | TOTAIS                                                 |
| Klin         | Calçados         | R$ 150.000 | Apoiadores- 17 empresas                                | Apoiadores- 17 empresas                                | R$ 3.780.000                                           |
| Somos        | Educação         | R$ 150.000 | Patrocinadores - 9 empresas                            | Patrocinadores - 9 empresas                            | R$ 17.660.000                                          |
| Sodiê        | Doces            | R$ 250.000 | Total Geral - 26 empresas                              | Total Geral - 26 empresas                              | R$ 21.440.000                                          |
| Tokio Marine | Seguros          | R$ 300.000 | Doações do público: R$ 8.561.360 >Total: R$ 30.001.360 | Doações do público: R$ 8.561.360 >Total: R$ 30.001.360 | Doações do público: R$ 8.561.360 >Total: R$ 30.001.360 |
| Ultrafarma   | Drogarias        | R$ 100.000 | Doações do público: R$ 8.561.360 >Total: R$ 30.001.360 | Doações do público: R$ 8.561.360 >Total: R$ 30.001.360 | Doações do público: R$ 8.561.360 >Total: R$ 30.001.360 |
| União        | Açúcar           | R$ 150.000 | Doações do público: R$ 8.561.360 >Total: R$ 30.001.360 | Doações do público: R$ 8.561.360 >Total: R$ 30.001.360 | Doações do público: R$ 8.561.360 >Total: R$ 30.001.360 |
| Vult         | Cosméticos       | R$ 200.000 | Doações do público: R$ 8.561.360 >Total: R$ 30.001.360 | Doações do público: R$ 8.561.360 >Total: R$ 30.001.360 | Doações do público: R$ 8.561.360 >Total: R$ 30.001.360 |

#### 2022 - Teleton 25 Anos
A 25ª edição do Teleton foi confirmada no dia 15 de junho pela AACD para os dias 4 e 5 de novembro. Na mesma data, Chile, Paraguai e Uruguai também farão suas campanhas. A celebração dos 25 anos da maratona, que serão completados em maio de 2023, foi realizada num ano muito importante para o Brasil: o Bicentenário da Independência, as tensas eleições gerais que tiveram seu segundo turno na semana anterior, a Copa do Mundo do Qatar que começa duas semanas depois da campanha e a vacinação contra Poliomielite. A maratona, assim como foi na edição anterior, teve duas etapas: uma gala de abertura que ocorreu das 22h30 da sexta-feira até a 1h30 do sábado, e uma maratona de quase 16 horas que começou às 9h do mesmo dia até às 0h45.
O lançamento da campanha foi diferente: no dia 5 de outubro, na Tokio Marine Hall em São Paulo, houve uma noite solidária com quatro shows nacionais da música sertaneja, com a presença dos padrinhos do Teleton (Eliana, Maísa, Celso Portiolli e Daniel) e outros artistas que participarão da campanha. Toda a renda do show foi doado ao Teleton. 
A novidade nessa edição foi a entrada do Arena SBT de Games, com uma live de 12 horas transmitida no Twitch, contando com a participação de influencers voltados à área dos jogos. A meta traçada foi a mesma do ano anterior, de R$30 milhões, sendo superada às 0h39 com um recorde de R$ 34.065.512. 
Nessa edição teve a edição especial do Gol Show nos estúdios do programa do ratinho que participaram: Ratinho, Eliana, Benjamin Back, Nadine Bastos, Luiz Alano, Téo José, Tiago Barnabé, Milene Pavorô, Santos, Xaropinho, o Goleiro Alê, O paciente da AACD Pedro Vicente e o Tonhão que ganhou R$ 100 mil patrocinado pela empresa odontológicas Odontocompany cobrindo o restante do valor da brincadeira do Gol Show. 
Integrando a rede da amizade, a RecordTV liberou a presença de Adriane Galisteu, Ana Hickmann, Fabíola Reipert, Luiz Bacci, Reinaldo Gottino e Renato Lombardi. Pela TV Cultura foram liberadas as presenças de Joyce Ribeiro e do elenco do Quintal da Cultura e pela TV Gazeta foi liberada a presença de Regina Volpato. A RedeTV! liberou a jornalista Sonia Abrão e as apresentadoras Alinne Prado e Flávia Viana para participarem da campanha. A Rede Bandeirantes decidiu não liberar seus artistas pelo segundo ano consecutivo. As emissoras TV Globo e CNN Brasil liberaram as presenças de Ana Hikari, Mari Palma, Mateus Solano e Phelipe Siani, no caso da última é a primeira vez que o canal de notícias participa do show. Pelo SBT participaram: Eliana, Patrícia Abravanel, Rebeca Abravanel, Silvia Abravanel, Chris Flores, Gabriel Cartolano, Alexandre Porpetone, Benjamin Back, Téo José, Nadine Basttos, Luiz Alano, Helen Ganzarolli, Otaviano Costa, Igor Jansen, Sophia Valverde e parte do elenco infantil de Poliana Moça, Danilo Gentili, Juliana Oliveira, Ratinho e o elenco do seu programa, Tiago Barnabé, Gaby Cabrini, Dudu Camargo, Marcão do Povo, Flor Fernandez, Nicholas Torres, Cinthia Cruz, Darlisson Dutra, Otávio Mesquita, Tiago Abravanel, Liminha, Luís Ricardo, Mara Maravilha, Márcia Dantas, Marcelo Torres, Nadja Haddad, Beca Milano, Dony De Nuccio, Lari Prado, Renata Kuerten e Lucas Prado. Pelo segundo ano consecutivo, Carlos Alberto de Nóbrega não participou da festa e pela primeira vez a edição não contou com a presença de Celso Portiolli, padrinho digital da campanha, que precisou ser internado num prazo estipulado de três dias para o tratamento de um câncer na bexiga, mas o mesmo compareceu através de uma vídeochamada agradecendo o carinho do público. Além de Carlos Alberto e Celso, Christina Rocha e Raul Gil também não participaram dessa edição. Cercado de espectativas sobre seu retorno ao show, Silvio Santos não participou do evento pela quarta vez consecutiva.
No segmento musical, participam: 3 Palavrinhas, Anavitória, Coral do Itamar, Daniel, Dilsinho, Don & Juan, Fafá de Belém,  Gabriela Rocha, George Henrique & Rodrigo, Guilherme & Benuto, Gustavo Moura e Rafael, Henrique & Diego, Isabel Fillardis, Jakson Follmann, Joelma, Julia e Rafaela, Juliette, KLB, Lexa, Lydia Moisés, L7nnon, MC Livinho, Molejo, Padre Marcelo Rossi, Patati Patatá, as representações da Turma da Mônica e do Chaves, Turma do Pagode e Wanessa Camargo. No segmento digital, participam: Carlinhos Maia, Enaldinho, Isabella Fiorentino, a madrinha digital do evento Maisa Silva, Narcisa Tamborindeguy, Nathália Deloato, Paola Antoninni, Pequena Lo e Yarley.
| Empresas                                        | Empresas                  | Empresas      | Empresas                     | Empresas                     | Empresas       |
| Apoiadores                                      | Apoiadores                | Apoiadores    | Patrocinadores               | Patrocinadores               | Patrocinadores |
| ----------------------------------------------- | ------------------------- | ------------- | ---------------------------- | ---------------------------- | -------------- |
| Nome                                            | Ramo                      | Valor         | Nome                         | Ramo                         | Valor          |
| Americana                                       | Drogarias                 | R$100.000     | Assaí                        | Atacadista                   | R$2.500.000    |
| Avenida                                         | Lojas de Moda             | R$580.000     | BigFral                      | Fraldas                      | R$1.250.000    |
| Caedu                                           | Lojas de Moda             | R$750.000     | Turma da Mônica Baby         | Fraldas                      | R$1.250.000    |
| Faveni                                          | Educação                  | R$150.000     | Bradesco                     | Banco                        | R$1.000.000    |
| iFood                                           | Delivery                  | R$400.000     | Brasilcap                    | Capitalização                | R$5.000.000    |
| Instituto Claro                                 | Educação                  | R$200.000     | Cacau Show                   | Chocolates                   | R$4.000.000    |
| Klin                                            | Calçados                  | R$200.000     | RD Saúde                     | Drogarias                    | R$4.500.000    |
| OdontoCompany                                   | Odontologia               | R$100.000     | RD Saúde                     | Drogarias                    | R$4.500.000    |
| Óticas Diniz                                    | Óticas                    | R$100.000     | EkkoGroup                    | Imóveis                      | R$1.250.000    |
| Riachuelo                                       | Lojas de Moda             | R$700.000     | Hipercard                    | Cartões de Crédito           | R$1.200.000    |
| Sodiê Doces                                     | Doceria                   | R$300.000     | Minuano                      | Produtos de Limpeza          | R$1.250.000    |
| Tokio Marine                                    | Seguros                   | R$300.000     | Neutrox                      | Produtos de Limpeza          | R$1.250.000    |
| Ultrafarma                                      | Drogarias                 | R$130.000     | TOTAIS                       | TOTAIS                       | TOTAIS         |
| União                                           | Alimentação               | R$150.000     | Apoiadores - 14 empresas     | Apoiadores - 14 empresas     | R$ 4.160.000   |
|                                                 |                           |               | Patrocinadores - 12 empresas | Patrocinadores - 12 empresas | R$ 21.950.000  |
| Total Geral - 26 empresas                       | Total Geral - 26 empresas | R$ 26.110.000 |                              |                              |                |
| Doações do público: 7.955.512 Total: 34.065.512 |                           |               |                              |                              |                |

#### 2023
Para a 26ª edição, foi anunciada como novidade uma parceria com a plataforma de streaming Flow, ampliando o conteúdo multiplataforma da campanha, através de podcasts exclusivos sobre o trabalho da AACD. Inicialmente, foram confirmados os dias 20 e 21 de outubro como as datas oficiais da campanha, agora pegando um cenário mais tranquilo no país comparado à edição anterior. Porém, o evento foi adiado para os dias 10 e 11 de novembro. Mantendo o sistema adotado desde 2021, a campanha foi dividida em duas partes, com a primeira indo ao ar ás 22h30 de sexta-feira e encerrando ás 1h50 de sábado e retornando ás 10h30 e finalizando ás 1h07 de domingo, totalizando 17 horas e 57 minutos de maratona. O show também foi transmitido pela TV Jovem Pan News via YouTube. 
Buscando superar o recorde do ano anterior, a meta estipulada para essa edição foi de R$35 milhões, sendo alcançada ás 1h00 com R$35.779.331,00. As doações pelo público atingiram a sua maior marca desde 2018, com o ritmo avançado de doações. O bloco de encerramento contou com uma edição especial do game Passa ou Repassa apresentado por Mion e tendo o duelo entre Celso Portiolli, João Guilherme, João Augusto e Zezé Di Camargo contra Patrícia e Rebeca Abravanel, Lexa e Virgínia. Além do Flow, a VTV, afiliada do SBT em Santos, também encabeçou a campanha digital junto com a JCDecaux e a ASR Mídia. Na edição, a inteligência artificial BIA do Bradesco destacou-se como uma novidade, tornando-se um dos canais para doações. Uma campanha foi lançada, na qual o banco igualaria as doações feitas pelos telespectadores por meio desse canal. Isso resultou em um total de R$ 1,47 milhão em doações, incluindo o cheque inicial de R$ 1 milhão.
Se juntando aos padrinhos da campanha como Celso Portiolli, Daniel, Eliana e Maisa Silva, a influencer Virginia Fonseca foi anunciada como a nova embaixadora do Teleton. Uma nova canção título foi composta pelas cantoras Gloria Groove e Preta Gil. Integrando a Rede da Amizade, a RecordTV liberou os apresentadores César Filho, Lucas Selfie e Mariana Godoy, a RedeTV! liberou as apresentadoras Luciana Gimenez e Sonia Abrão, a TV Globo liberou o apresentador Marcos Mion, a TV Cultura liberou a jornalista Karyn Bravo e a TV Gazeta liberou o colunista de fofocas Thiago Rocha. Apesar da Rede Bandeirantes não ceder pelo terceiro ano consecutivo a presença de seus artistas, João Guilherme Silva confirmou a sua presença no especial, junto com João Augusto Liberato, sendo autorizado pela emissora logo depois, já que o convite foi feito antes de Guilherme ser contratado pela Band. Sendo autorizada a participar pela Globo, Fátima Bernardes acabou desfalcando a maratona após quebrar a perna durante uma aula de dança. Em seu lugar, a emissora carioca anunciou Patrícia Poeta para marcar presença no palco, enquanto que Fátima gravaria um vídeo para a campanha. Outro caso de ausência foi de Adriane Galisteu, que mesmo librada pela Record, teve que desfalcar o show devido ao falecimento de sua sogra, Suely Iódice. Pelo SBT, participaram Patrícia Abravanel, Silvia Abravanel, Rebeca Abravanel, Íris Abravanel, Cintia Abravanel, Cléber Machado, Ratinho e o elenco do seu programa, Danilo Gentili e o elenco do The Noite, Kallyna Sabino, Thiago Barnabé, Marcão do Povo, Chris Flores, Gabriel Cartolano, Leo Dias, Gaby Cabrini, parte do elenco de A Infância de Romeu e Julieta, Marlei Cevada, Benjamin Back, Téo José, Nadine Basttos, Luiz Alano, Fred Ring, Helen Ganzarolli, Flor Fernandez, Liminha, Luís Ricardo, Márcia Dantas, Marcelo Torres, Nadja Haddad, Beca Milano, Lari Prado, Renata Kuerten, Lucas Prado, Michelle Barros, Regina Volpato, além de jornalistas das afiliadas como a Rede Massa, SCC e TV Jangadeiro. Na parte musical, participaram Aline Barros, Ana Castela, Fábio Jr., Gustavo Mioto, Gustavo Moura & Rafael, Henrique Casttro, Hugo & Guilherme, João Gomes, Karin Hils, Lexa, MC Daniel, MC Ryan SP, Maiara & Maraisa, Marvvila, Naldo Benny, Patati Patatá, Pepita, Pixote, Priscilla, Sarah Beatriz, Tayrone, Thaeme & Thiago, Zé Felipe e Zezé Di Camargo. No segmento digital, participaram André Vasco, Blogueirinha, Carlos Tramontina, Carlinhos Maia e seu marido Lucas Guimarães, Evandro Cini, Felipeh Campos, Gkay, Henry e Klauss, Igor 3K, Ivan Baron, João Guilherme, Márcia Fernandes, Nicole Bahls, Rafa Uccman, Rene Silva, Rodrigo Mussi, Tiago Abravanel, Tirullipa, Viih Tube e seu marido Eliezer. Visando tentar repetir o êxito do "encontro das loiras" no Criança Esperança, as apresentadoras Xuxa e Angélica confirmaram presença no evento, porém, gravaram um vídeo especial para a campanha e doaram os figurinos usados na campanha global.
| Empresas        | Empresas      | Empresas   | Empresas                                             | Empresas                                             | Empresas                                             |
| Apoiadores      | Apoiadores    | Apoiadores | Patrocinadores                                       | Patrocinadores                                       | Patrocinadores                                       |
| --------------- | ------------- | ---------- | ---------------------------------------------------- | ---------------------------------------------------- | ---------------------------------------------------- |
| Nome            | Ramo          | Valor      | Nome                                                 | Ramo                                                 | Valor                                                |
| Atacadão        | Atacadista    | R$300.000  | Assaí                                                | Atacadista                                           | R$2.000.000                                          |
| Avenida         | Lojas de Moda | R$400.000  | Bradesco                                             | Banco                                                | R$1.470.000                                          |
| Caedu           | Lojas de Moda | R$750.000  | Brasilcap                                            | Capitalização                                        | R$5.500.000                                          |
| Casa dos Bolos  | Doceria       | R$100.000  | BigFral                                              | Fraldas                                              | R$1.250.000                                          |
| Diniz           | Óticas        | R$100.000  | Turma da Mônica Baby                                 | Fraldas                                              | R$1.250.000                                          |
| Fadelito        | Educação      | R$100.000  | Cacau Show                                           | Chocolates                                           | R$2.000.000                                          |
| Faveni          | Educação      | R$300.000  | RD Saúde                                             | Drogarias                                            | R$4.500.000                                          |
| iFood           | Delivery      | R$400.000  | RD Saúde                                             | Drogarias                                            | R$4.500.000                                          |
| Instituto Claro | Educação      | R$200.000  | Riachuelo                                            | Lojas de Moda                                        | R$2.800.000                                          |
| Klin            | Calçados      | R$200.000  | Wepink                                               | Cosméticos                                           | R$1.240.000                                          |
| Salus           | Saúde         | R$100.000  | TOTAIS                                               | TOTAIS                                               | TOTAIS                                               |
| Sodiê           | Doceria       | R$300.000  | Apoiadores - 16 empresas                             | Apoiadores - 16 empresas                             | R$3.850.000                                          |
| Tokio Marine    | Seguros       | R$300.000  | Patrocinadores - 10 empresas                         | Patrocinadores - 10 empresas                         | R$20.540.000                                         |
| Ultrafarma      | Drogarias     | R$150.000  | Total Geral - 26 empresas                            | Total Geral - 26 empresas                            | R$24.410.000                                         |
| União           | Alimentação   | R$150.000  | Doações do público: R$11.383.331 Total: R$35.779.331 | Doações do público: R$11.383.331 Total: R$35.779.331 | Doações do público: R$11.383.331 Total: R$35.779.331 |

#### 2024
Foram confirmados os dias 8 e 9 de novembro para a realização da 27.ª edição do show beneficente. Entre as mudanças, está a direção do evento, que passa a ser de Marcelo Kestenbaum. Eliana, Daniel, Maisa Silva e Celso Portiolli seguem sendo os padrinhos da campanha e Virgínia Fonseca a embaixadora oficial da festa. A meta é a mesma da edição anterior, de R$35 milhões, sendo alcançada ás 1h34 com R$36.114.168,00. O tema desse ano é Teleton é Solidariedade, Teleton é Gratidão. Assim como no ano anterior, neste ano também contou com três pacientes símbolos da campanha: Allice de 7 anos, Fernanda de 17 anos e Lécio de 72 anos. A maratona segue o mesmo esquema adotado desde 2021, com a primeira parte iniciando ás 22h30 de sexta-feira e encerrando ás 2h de sábado, sendo retomada ás 9h30 e encerrando ás 1h40 de domingo, totalizando 20 horas e 40 minutos de cobertura ininterrupta. Novamente, a TV Jovem Pan News transmitiu a maratona gratuitamente pelo YouTube em pool com o SBT.
Integrando a rede da amizade, a TV Globo liberou a presença de Fátima Bernardes, que agora participa desta edição após precisar se ausentar na anterior por sofrer um acidente, além de Eliana, Maisa, Daniel, Xuxa, Dani Calabresa e Tati Machado, a Record liberou a presença de Tom Cavalcante, Adriane Galisteu e Eduardo Ribeiro, a TV Gazeta liberou a presença de Thiago Rocha e a RedeTV! liberou a presença de Sonia Abrão e Ronnie Von, porém, o último teve que desfalcar a participação após sofrer um acidente. A Band optou por mais uma vez não ceder seus principais nomes. Participam pela primeira vez no Teleton: Renato Aragão, a esposa Lilian Aragão e sua filha, Lívian Aragão, Ana Furtado, Carlos Tramontina e Claudete Troiano. Representando o SBT, além de Celso Portiolli e Virgínia Fonseca, participam: os elencos da A Caverna Encantada e O Picapau Amarelo, André Mifano, Aretuza Lovi, Benjamin Back, Cariúcha, Carole Crema, César Filho, Daniele Brandi, Darlisson Dutra, Fabiana Karla, Felipeh Campos, Gaby Cabrini, Gabriel Cartolano, Helen Ganzarolli, Juliana Oliveira, Leo Dias, Liminha, Lucas Anderi, Lucas Guedes, Luís Ricardo, Luiz Alano, Margareth Serrão, Márcia Dantas, Marcão do Povo, Marlei Cervada, Michelle Barros, Miguel Ângelo, Miguel Coelho, Otávio Mesquita, Patrícia Abravanel, Paulo Mathias, Ratinho e o elenco do seu programa, Rebeca Abravanel, Renata Kuerten, Rosi Campos, Silvia Abravanel, Simone Queiroz, Thiago Abravanel, Tiago Barnabé e Tirulipa. No segmento musical, participam: Bozo, Brothers Vocal, Engenharia da Dança, Gustavo Moura & Rafael, Hugo Henrique, Isadora Pompeo, Joelma, Julliany Souza, Juliette, Lauana Prado, Luan Pereira, Lexa, Maiara & Maraisa, Manu Bahtidão, Maria Marçal, MC Daniel, Nadson o Ferinha, Nattan, Sandro de Castro & Ewany, Thullio Milionário, Thiago Carvalho e Zezé Di Camargo. No segmento digital, participam: Camila Loures, Carlinhos Maia e seu marido Lucas Guimarães, Gkay, Igor Coelho,Ivan Baron, João Guilherme Ávila, Nadja Haddad, Nicole Bahls, Pequena Lo, Sylvia Design. Entre as emissoras próprias e afiliadas, participaram: Isabele Benito (SBT Rio), Silvinha (TV Serra Dourada), Bosco Barroso (TV Jangadeiro), Vitão (VTV), Laércio Botega (SCC SBT), Lucas Rocha (Rede Massa) Alex Lopes (TV Aratu), Jurema Fox (TV Jornal) e Kenzô Machida (SBT Brasília).
A edição foi marcada por homenagens discretas a Silvio Santos, percursor da campanha entre 1998 e 2018, que faleceu em 17 de agosto de 2024 em decorrência de uma broncopneumonia, causada pela infecção da gripe H1N1. Atendendo a um pedido do mesmo, o patrono da campanha apenas foi citado em depoimentos de convidados e alguns de seus discursos foram reprisados.
A novidade deste ano foi a exibição do evento paralelo +Movimento +Teleton nas plataformas digitais. Os canais de doação permanecem com os tradicionais telefones e site, além das formas mais recentes, como o Pix, a aba no aplicativo iFood e a inteligência artificial Bia, do Bradesco. Esta última repete a ação de 2023, em que o banco se comprometeu a dobrar as contribuições realizadas por meio desse canal.  Às 21h58 do sábado, o resultado desse modelo de doação foi divulgado, e o Bradesco fez uma doação adicional de mais 1 milhão de reais.
| Empresas        | Empresas       | Empresas             | Empresas                                             | Empresas                                             | Empresas                                             |
| Apoiadores      | Apoiadores     | Apoiadores           | Patrocinadores                                       | Patrocinadores                                       | Patrocinadores                                       |
| --------------- | -------------- | -------------------- | ---------------------------------------------------- | ---------------------------------------------------- | ---------------------------------------------------- |
| Nome            | Ramo           | Valor                | Nome                                                 | Ramo                                                 | Valor                                                |
| Avenida         | Modas          | R$500.000            | Assaí                                                | Atacadista                                           | R$2.000.000                                          |
| Atacadão        | Atacadista     | R$400.000            | Bradesco                                             | Banco                                                | R$2.000.000                                          |
| Beiersdorf      | Cosméticos     | R$520.000            | Brasilcap                                            | Captalização                                         | R$5.000.000                                          |
| Nivea           | Cosméticos     | R$520.000            | Cacau Show                                           | Chocolates                                           | R$2.000.000                                          |
| Eucerin         | Cosméticos     | R$520.000            | RD Saúde                                             | Drogarias                                            | R$3.200.000                                          |
| Caedu           | Modas          | R$500.000            | Riachuelo                                            | Modas                                                | R$1.250.000                                          |
| Casa de Bolos   | Docerias       | R$100.000            | VTV                                                  | Emissora                                             | R$140.000                                            |
| Diniz           | Óticas         | R$100.000            | Wepink                                               | Cosméticos                                           | R$1.000.000                                          |
| Faveni          | Universidade   | R$500.000            | RZK                                                  | Digital                                              | Apoio da divulgação da empresa                       |
| Grupo Fera      | Comunicação    | Telões               | We Super OOH                                         | Digital                                              | Apoio da divulgação da empresa                       |
| Instituto Claro | Comunicações   | R$250.000            | TOTAIS                                               | TOTAIS                                               | TOTAIS                                               |
| Ifood           | Delivery       | R$300.000            | Apoiadores - 26 empresas                             | Apoiadores - 26 empresas                             | R$5.270.000                                          |
| KFC             | Delivery       | R$300.000            | Patrocinadores - 11 empresas                         | Patrocinadores - 11 empresas                         | R$16.590.000                                         |
| Madero          | Hambugueria    | R$300.000            | Total geral - 10 empresas                            | Total geral - 10 empresas                            | R$21.860.000                                         |
| Klin            | Calçados       | R$200.000            | Doações do público: R$14.254.168 Total: R$36.114.168 | Doações do público: R$14.254.168 Total: R$36.114.168 | Doações do público: R$14.254.168 Total: R$36.114.168 |
| Mabel           | Biscoitos      | R$100.000            | Doações do público: R$14.254.168 Total: R$36.114.168 | Doações do público: R$14.254.168 Total: R$36.114.168 | Doações do público: R$14.254.168 Total: R$36.114.168 |
| Mavi            | Comunicações   | Intérprete de libras | Doações do público: R$14.254.168 Total: R$36.114.168 | Doações do público: R$14.254.168 Total: R$36.114.168 | Doações do público: R$14.254.168 Total: R$36.114.168 |
| Parabank        | Banco Digital  | R$100.000            | Doações do público: R$14.254.168 Total: R$36.114.168 | Doações do público: R$14.254.168 Total: R$36.114.168 | Doações do público: R$14.254.168 Total: R$36.114.168 |
| Playpé          | Calçados       | R$100.000            | Doações do público: R$14.254.168 Total: R$36.114.168 | Doações do público: R$14.254.168 Total: R$36.114.168 | Doações do público: R$14.254.168 Total: R$36.114.168 |
| Pix do Milhão   | Captalização   | R$100.000            | Doações do público: R$14.254.168 Total: R$36.114.168 | Doações do público: R$14.254.168 Total: R$36.114.168 | Doações do público: R$14.254.168 Total: R$36.114.168 |
| Sider           | Transportadora | R$200.000            | Doações do público: R$14.254.168 Total: R$36.114.168 | Doações do público: R$14.254.168 Total: R$36.114.168 | Doações do público: R$14.254.168 Total: R$36.114.168 |
| Sodiê Doces     | Doceria        | R$300.000            | Doações do público: R$14.254.168 Total: R$36.114.168 | Doações do público: R$14.254.168 Total: R$36.114.168 | Doações do público: R$14.254.168 Total: R$36.114.168 |
| Tokio Marine    | Seguradoria    | R$300.000            | Doações do público: R$14.254.168 Total: R$36.114.168 | Doações do público: R$14.254.168 Total: R$36.114.168 | Doações do público: R$14.254.168 Total: R$36.114.168 |
| União           | Açúcar         | R$100.000            | Doações do público: R$14.254.168 Total: R$36.114.168 | Doações do público: R$14.254.168 Total: R$36.114.168 | Doações do público: R$14.254.168 Total: R$36.114.168 |
| Uninassau       | Universidade   | R$600.000            | Doações do público: R$14.254.168 Total: R$36.114.168 | Doações do público: R$14.254.168 Total: R$36.114.168 | Doações do público: R$14.254.168 Total: R$36.114.168 |
| Xavier          | Concessionária | Carro 0km            | Doações do público: R$14.254.168 Total: R$36.114.168 | Doações do público: R$14.254.168 Total: R$36.114.168 | Doações do público: R$14.254.168 Total: R$36.114.168 |

#### 2025
Foram marcados os dias 7 e 8 de novembro de 2025 para a realização da 28.ª edição do show beneficente, sem sofrer grandes alterações comparado ao ano anterior. O foco passa a ser nos 75 anos da AACD.
Integrando a rede da amizade, a TV Globo liberou Eliana, que mantém a sua função como madrinha do evento.
| Empresas   | Empresas   | Empresas   | Empresas                         | Empresas                         | Empresas                         |
| Apoiadores | Apoiadores | Apoiadores | Patrocinadores                   | Patrocinadores                   | Patrocinadores                   |
| ---------- | ---------- | ---------- | -------------------------------- | -------------------------------- | -------------------------------- |
| Nome       | Ramo       | Valor      | Nome                             | Ramo                             | Valor                            |
|            |            | R$         |                                  |                                  | R$                               |
|            |            | R$         |                                  |                                  | R$                               |
|            |            | R$         |                                  |                                  | R$                               |
|            |            | R$         |                                  |                                  | R$                               |
|            |            | R$         |                                  |                                  | R$                               |
|            |            | R$         |                                  |                                  | R$                               |
|            |            | R$         |                                  |                                  | R$                               |
|            |            | R$         |                                  |                                  | R$                               |
|            |            | R$         |                                  |                                  |                                  |
|            |            | R$         |                                  |                                  |                                  |
|            |            | R$         | TOTAIS                           | TOTAIS                           | TOTAIS                           |
|            |            | R$         | Apoiadores - empresas            | Apoiadores - empresas            | R$                               |
|            |            | R$         | Patrocinadores - empresas        | Patrocinadores - empresas        | R$                               |
|            |            | R$         | Total geral - empresas           | Total geral - empresas           | R$                               |
|            |            | R$         | Doações do público: R$ Total: R$ | Doações do público: R$ Total: R$ | Doações do público: R$ Total: R$ |
|            |            | R$         | Doações do público: R$ Total: R$ | Doações do público: R$ Total: R$ | Doações do público: R$ Total: R$ |
|            |            | R$         | Doações do público: R$ Total: R$ | Doações do público: R$ Total: R$ | Doações do público: R$ Total: R$ |
|            |            | R$         | Doações do público: R$ Total: R$ | Doações do público: R$ Total: R$ | Doações do público: R$ Total: R$ |
|            |            | R$         | Doações do público: R$ Total: R$ | Doações do público: R$ Total: R$ | Doações do público: R$ Total: R$ |
|            |            | R$         | Doações do público: R$ Total: R$ | Doações do público: R$ Total: R$ | Doações do público: R$ Total: R$ |
|            |            | R$         | Doações do público: R$ Total: R$ | Doações do público: R$ Total: R$ | Doações do público: R$ Total: R$ |
|            |            | R$         | Doações do público: R$ Total: R$ | Doações do público: R$ Total: R$ | Doações do público: R$ Total: R$ |
|            |            | R$         | Doações do público: R$ Total: R$ | Doações do público: R$ Total: R$ | Doações do público: R$ Total: R$ |
|            |            | R$         | Doações do público: R$ Total: R$ | Doações do público: R$ Total: R$ | Doações do público: R$ Total: R$ |
|            |            | R$         | Doações do público: R$ Total: R$ | Doações do público: R$ Total: R$ | Doações do público: R$ Total: R$ |
|            |            | R$         | Doações do público: R$ Total: R$ | Doações do público: R$ Total: R$ | Doações do público: R$ Total: R$ |

## Logotipos
Esta é uma galeria dos logotipos já utilizados para o programa, desde a estreia:

Galeria de logotipos
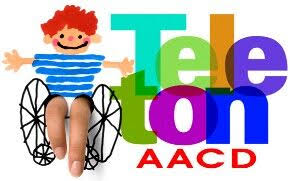
1998 a 2006
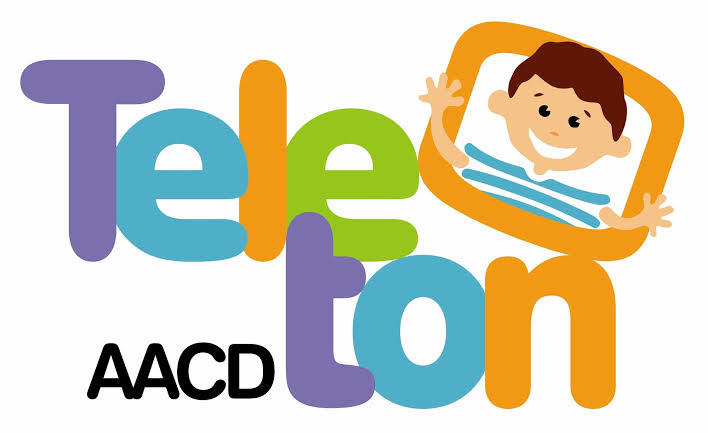
2007 a 2011
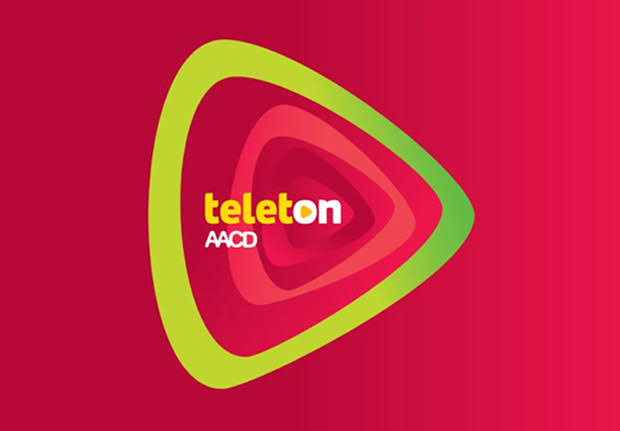
2012
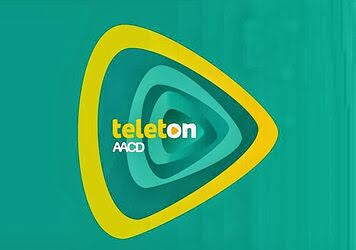
2013
2015 e 2016
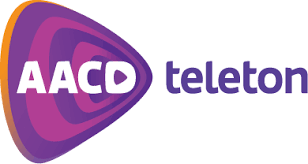
2014; 2017 a 2020
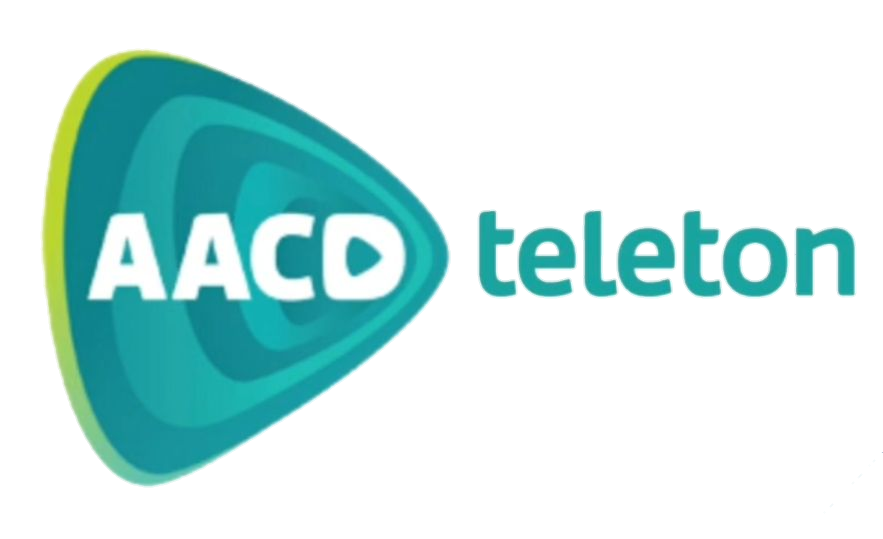
2021
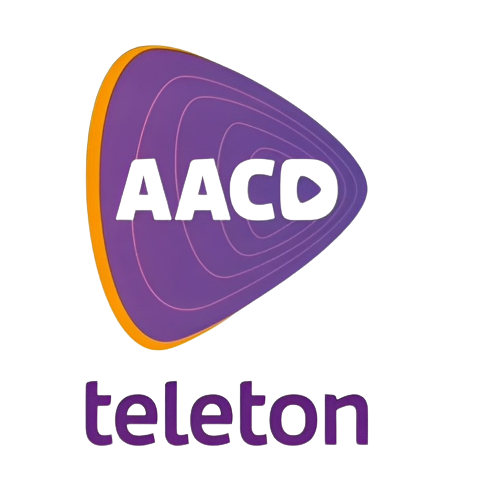
2023 e 2024

## Arrecadação
| Ano  | Slogan                                       | Hino                     | Data                | Meta          | Arrecadado    | Ref.                    |
| ---- | -------------------------------------------- | ------------------------ | ------------------- | ------------- | ------------- | ----------------------- |
| 1998 | Só Depende de Nós                            | Depende de Nós           | 16 e 17 de maio     | R$ 9.000.000  | R$ 13.662.870 | [ 9 ]                   |
| 1999 | Só Depende de Nós                            | Depende de Nós           | 17 e 18 de setembro | R$ 9.000.001  | R$ 9.144.000  | [ 80 ]                  |
| 2000 | O Tom do Seu Coração                         | Depende de Nós           | 1 e 2 de setembro   | R$ 9.000.002  | R$ 9.157.248  | [ 81 ]                  |
| 2001 | Doar é a melhor forma de agradecer           | Depende de Nós           | 26 e 27 de outubro  | R$ 10.000.000 | R$ 10.165.053 | [ 82 ]                  |
| 2002 | Doar é a melhor forma de ser feliz           | Depende de Nós           | 8 e 9 de novembro   | R$ 15.000.000 | R$ 15.141.367 | [ 83 ]                  |
| 2003 | Doar Faz Bem                                 | Depende de Nós           | 3 e 4 de outubro    | R$ 15.000.000 | R$ 15.000.125 | [ 84 ]                  |
| 2004 | Só Depende de Nós                            | Depende de Nós           | 19 e 20 de novembro | R$ 16.000.000 | R$ 16.015.890 | [ 85 ]                  |
| 2005 | Depende de Você                              | Amor                     | 28 e 29 de outubro  | R$ 16.015.890 | R$ 16.148.675 | [ 86 ]                  |
| 2006 | Doação é Oportunidade                        | Amor                     | 10 e 11 de novembro | R$ 16.148.675 | R$ 16.163.083 | [ 87 ]                  |
| 2007 | Construindo Oportunidades                    | Amor                     | 19 e 20 de outubro  | R$ 16.162.588 | R$ 17.111.159 | [ 88 ]                  |
| 2008 | Eu Estou Aqui                                | Amor                     | 7 e 8 de novembro   | R$ 17.111.159 | R$ 18.955.133 | [ 89 ]                  |
| 2009 | Eu me Movo                                   | Amor                     | 23 e 24 de outubro  | R$ 19.000.000 | R$ 19.345.615 | [ 90 ]                  |
| 2010 | Faça Parte desta História                    | Depende de Nós           | 5 e 6 de novembro   | R$ 20.000.000 | R$ 23.971.105 | [ 91 ]                  |
| 2011 | Depende de Você                              | É Preciso Saber Viver    | 21 e 22 de outubro  | R$ 24.000.000 | R$ 26.802.633 | [ 92 ]                  |
| 2012 | Depende de Você                              | É Preciso Saber Viver    | 9 e 10 de novembro  | R$ 25.000.000 | R$ 30.146.600 | [ 93 ]                  |
| 2013 | Só Depende de Nós                            | Depende de Nós           | 25 e 26 de outubro  | R$ 26.000.000 | R$ 26.907.055 | [ 94 ]                  |
| 2014 | A União Transforma a Vida                    | Oh Happy Day             | 7 e 8 de novembro   | R$ 26.000.000 | R$ 30.021.070 | [ 95 ]                  |
| 2015 | Fazer o Bem é Bom                            | Fazer o Bem é Bom        | 23 e 24 de outubro  | R$ 26.000.000 | R$ 31.173.395 | [ 96 ]                  |
| 2016 | Somos Todos Iguais                           | Fazer o Bem é Bom        | 4 e 5 de novembro   | R$ 27.000.000 | R$ 27.129.041 | [ 97 ]                  |
| 2017 | Ame Agora                                    | Trem Bala                | 27 e 28 de outubro  | R$ 28.000.000 | R$ 29.732.679 | [ 98 ]                  |
| 2018 | Extraordinário                               | Eu Quero Apenas          | 9 e 10 de novembro  | R$ 30.000.000 | R$ 31.907.108 | [ 99 ]                  |
| 2019 | Preciso de Você                              | Preciso de Você          | 25 e 26 de outubro  | R$ 30.000.000 | R$ 32.450.054 | [ 100 ] [ 101 ]         |
| 2020 | Sem você não existe AACD                     | Pra Ser Feliz            | 7 de novembro       | Sem meta      | R$ 28.051.450 | [ 102 ]                 |
| 2021 | Movimento é inclusão                         | Instrumental             | 22 e 23 de outubro  | R$ 30.000.000 | R$ 30.001.360 | [ 103 ] [ 104 ]         |
| 2022 | A sua doação espalha o bem                   | Depende de Nós           | 4 e 5 de novembro   | R$ 30.000.000 | R$ 34.065.512 | [ 105 ]                 |
| 2023 | Construindo Futuros                          | Só o Amor                | 10 e 11 de novembro | R$ 35.000.000 | R$ 35.779.331 | [ 49 ]                  |
| 2024 | Teleton é Solidariedade, Teleton é Gratidão! | Dar Asas à Nossa Alegria | 8 e 9 de novembro   | R$ 35.000.000 | R$ 36.114.168 | [ 106 ] [ 107 ] [ 108 ] |
| 2025 |                                              |                          | 7 e 8 de novembro   |               |               | [ 109 ]                 |

## Maratona TeletOn
Maratona TeletOn (anteriormente conhecido como Teleton+) foi uma versão do Teleton que acontecia exclusivamente na internet e que, desde sua primeira edição, era sempre exibida nas principais plataformas digitais, tais como Twitter, YouTube, Facebook, Instagram e também pelo site do SBT. Sempre voltado ao público da internet, o programa online sempre tinha ajuda de muitos apresentadores, cantores e os principais influenciadores digitais de todos os canais do país.
Para comemorar os 20 anos do Teleton no SBT e no Brasil, foi criada pela Endemol Shine Brasil uma campanha online do Teleton que aconteceria no Facebook, Instagram, YouTube e Twitter. Seus apresentadores principais são Celso Portiolli e Maisa Silva. A função da versão digital da maratona televisiva é, basicamente, trazer conteúdo exclusivo e paralelo ao que é exibido na televisão. Os artistas e os pacientes da AACD tem no Maratona TeletOn um tempo a mais para comentar o que acontece no palco do programa de TV e aprofundar suas experiências com a reabilitação e a inclusão das pessoas com deficiência física.